# Alkoholkrankheit

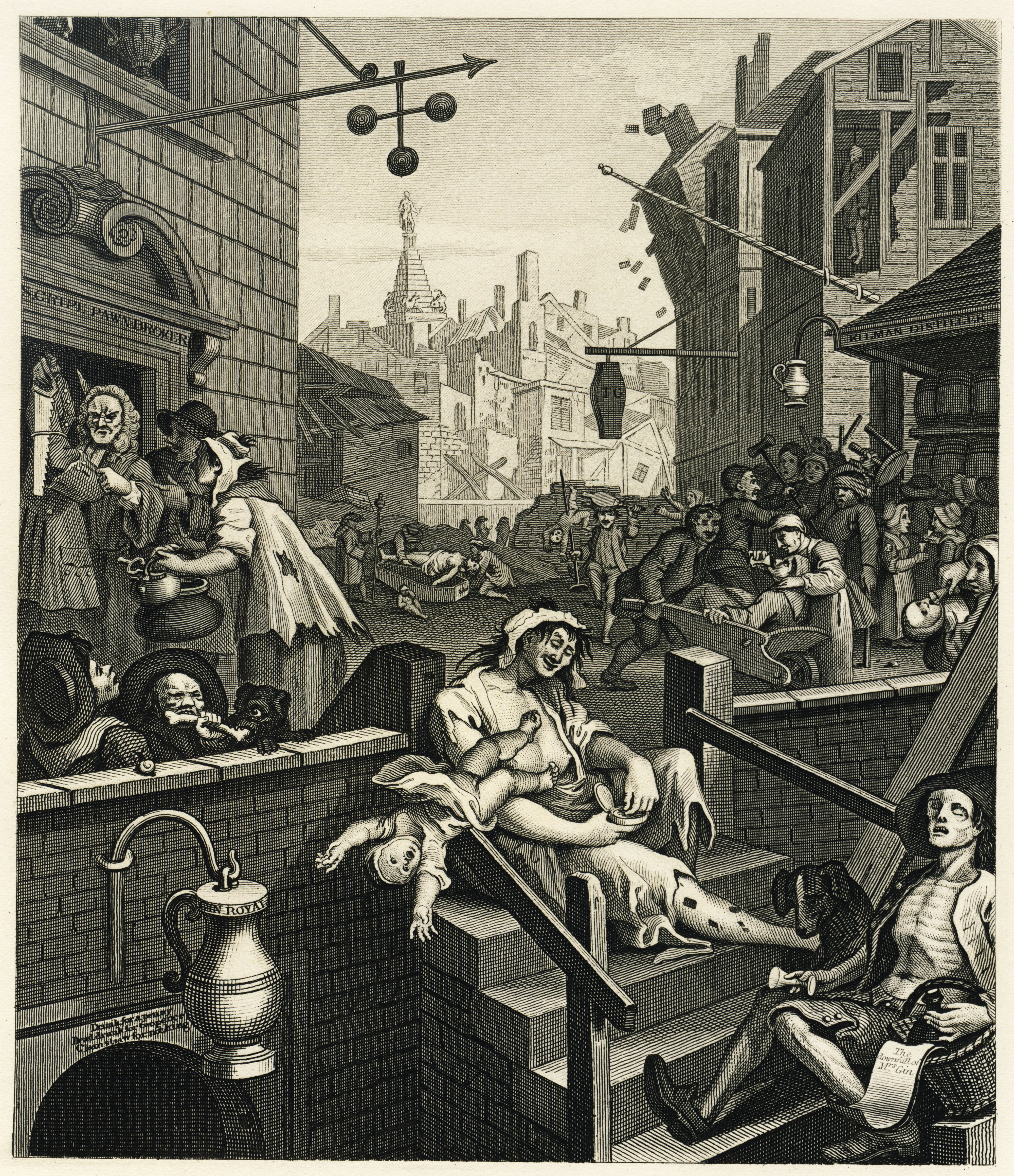
Gin Lane („Ginpfad“), Stich von William Hogarth (1751) aus der Serie Bierstraße und Ginpfad, mit der er den Alkoholismus in London thematisiert.

Die Alkoholkrankheit (auch Alkoholabhängigkeit, Äthylismus, Dipsomanie, Potomanie, Trunksucht, Alkoholsucht oder Alkoholismus genannt) ist die Abhängigkeit von Alkohol, insbesondere der psychotropen Substanz Ethanol (Äthylalkohol).
Gemäß WHO-Schätzung hatten Stand 2024 weltweit 3,7 % aller Erwachsenen eine Alkoholabhängigkeit.

## Symptome
Typisch sind fortschreitender Verlust der Kontrolle über das Trinkverhalten bis zum zwanghaften Konsum, Vernachlässigung früherer Interessen zugunsten des Trinkens, Leugnen des Suchtverhaltens, Entzugserscheinungen bei vermindertem Konsum, Toleranz gegenüber Alkohol (Abnahme der Wirkung bei gleicher Dosis: Drang zur Erhöhung der Dosis) sowie Veränderungen der Persönlichkeit.

## Geschichte des Konzepts

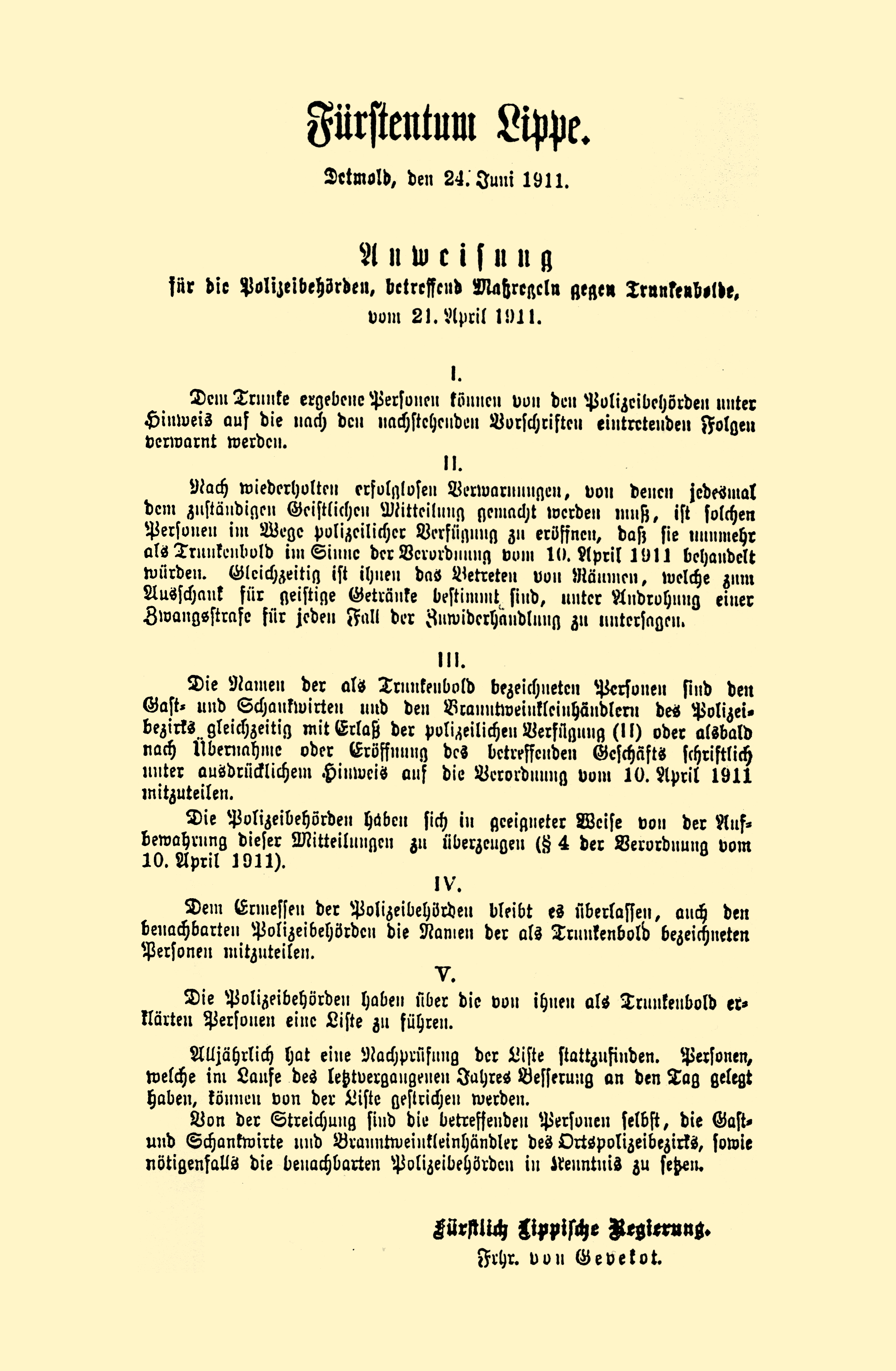
Fürstliche Anweisung vom
21. April 1911

Der schwedische Arzt Magnus Huss definierte im Jahr 1849 als erster den von ihm geprägten Begriff Alkoholismus als Krankheit. Er unterschied dabei zwischen der „acuten Alkoholskrankheit oder Vergiftung“ (Alkoholvergiftung) und dem „Alcoholismus chronicus“. Allerdings setzte sich diese Erkenntnis lange nicht durch. Abraham Baer, Gefängnisarzt in Berlin, bezeichnete 1878 als Alkoholismus die Summe der Folgeschäden. Elvin Morton Jellinek, der zeitweise für die WHO arbeitete, setzte sich 1951 mit seiner durch die Arbeit mit den Anonymen Alkoholikern inspirierten Ansicht weltweit durch, dass Alkoholismus eine Krankheit sei.

### Krankheitsverlauf
Jellinek stellte 1951 eine bis heute weit verbreitete, allerdings als überholt zu betrachtende Einteilung des Ablaufes der Alkoholkrankheit vor. Dabei unterschied er vier Phasen:
Voralkoholische oder symptomatische PhaseJellinek sah als typisch für seine Prodromal- oder Vorläuferphase an, dass das Trinken in sozialen Zusammenhängen beginnt. Wie die meisten Menschen trinkt der potentielle Alkoholiker in Gesellschaft, nur dass er beim Trinken bald eine befriedigende Erleichterung verspürt. Diese schreibt er allerdings eher der Situation zu, dem Feiern, Spielen oder der Gesellschaft. Er beginnt, derartige Gelegenheiten zu suchen, in denen „nebenbei“ getrunken wird.
Mit der Zeit entwickelt sich Toleranz gegenüber dem Alkohol, das heißt, er braucht mehr Alkohol als früher, um den angestrebten Zustand der Euphorie zu erreichen. Er trinkt häufiger, auch zur Erleichterung seines Befindens. Die psychische Belastbarkeit lässt nach, so dass er bald täglich trinkt. Ihm und seinem Umfeld fällt dies meist noch nicht auf.
ProdromalphaseJellinek definiert diese als die Phase erster Auffälligkeiten.
Beim Alkoholiker in dieser Phase treten beispielsweise Gedächtnislücken (Amnesien) auf. Er kann sich vollkommen normal verhalten und sich dennoch manchmal an wenig erinnern, ohne dass er erkennbar betrunken gewesen ist. Der Alkohol ist nun kein bloßes Getränk mehr, er wird vom Alkoholiker gebraucht. Er beginnt zu merken, dass er anders als andere Menschen trinkt, und versucht, nicht aufzufallen. Deshalb beginnt er, heimlich zu trinken. Er denkt häufiger an Alkohol als üblich und trinkt die ersten Gläser hastig, um möglichst schnell die Wirkung zu bekommen. Da sich mittlerweile Schuldgefühle wegen seines Trinkens einstellen, versucht er das Thema Alkohol in Gesprächen zu vermeiden.
Der Übergang zum chronischen Alkoholismus ist durch ein meist unauffällig gesteigertes Bedürfnis und Verlangen nach Alkohol gekennzeichnet. Nach und nach ist wegen der körperlichen Gewöhnung eine immer höhere Alkoholmenge nötig, um dieselben psychischen Effekte zu erreichen wie zu Anfang des Trinkens. Ein zunächst nur gelegentliches Erleichterungstrinken kann dann zum dauernden Entlastungstrinken ausarten.
Kritische PhaseDer Alkoholiker kann sein Trinken nun überhaupt nicht mehr kontrollieren. Er kann zwar über längere Zeit abstinent sein, hat jedoch nach der ersten kleinen Menge Alkohol ein nicht mehr zu beherrschendes Verlangen nach mehr, bis er betrunken oder zu krank ist, um weiter zu trinken.
Er selbst glaubt, dass er in diesen Situationen nur vorübergehend seine Willenskraft verloren hat, ist dem Alkohol gegenüber allerdings schon machtlos, d. h. alkoholabhängig. Diese Abhängigkeit ist ihm meistens nicht bewusst oder wird verdrängt. Er sucht Ausreden für sein Trinken, erst recht für seine Ausfälle, für die er überall, nur nicht in seinem Alkoholmissbrauch Gründe und Ursachen findet.
Diese Erklärungsversuche sind ihm wichtig, da er außer dem Alkohol keine anderen Lösungen seiner Probleme mehr kennt. Er wehrt sich damit gegen soziale Belastungen. Wegen seines Verhaltens kommt es immer häufiger zu Konflikten mit der Familie.
Ganze Familien isolieren sich, wenn sie den Trinkenden „decken“ (Co-Alkoholismus, Co-Abhängigkeit) oder die Angehörigen sich seiner schämen. Der Alkoholiker kann so in die Rolle eines Despoten geraten. Sein schrumpfendes Selbstwertgefühl kompensiert er immer mehr durch gespielte Selbstsicherheit und großspuriges Auftreten.
Der Süchtige kapselt sich zunehmend ab, sucht aber die Fehler nicht bei sich, sondern bei anderen. Er verstärkt seine soziale Isolierung immer mehr, während er zu anderen Zeiten oft geradezu verzweifelt um Nähe, Verständnis und Zuspruch bettelt. Mancher bagatellisiert sein Trinkverhalten mit bekannten Sprüchen wie „Ein Gläschen in Ehren kann niemand verwehren“. Oder er verliert das Interesse an seiner Umgebung ganz, richtet seine Tätigkeiten nach dem Trinken aus und entwickelt so ein eigenbrötlerisches Verhalten mit Selbstmitleid, in dem er sich wiederum mit Alkohol „tröstet“. Soziale Isolation und Verstrickung in Lügen und Erklärungen werden zu besonders auffälligen Merkmalen von chronisch gewordenem Alkoholismus.
Chronische PhaseDer Alkohol beherrscht den Trinker nun vollkommen. Seine Persönlichkeit verändert sich. Er trinkt unter der Woche, am hellen Tag, schon am Morgen. Räusche können sich über Tage erstrecken. Sozialer Kontakt ist im chronischen Stadium meist nur noch mit Menschen möglich, die gleichfalls viel trinken. In der Gruppe entwickeln sie, wechselseitig bestärkt, ein noch auffälligeres Verhalten, bis im Rauschzustand der letzte Rest Anstand, Rechtsbewusstsein und Selbstachtung schwindet. Motorische Unruhe und Angstzustände können nun ein Entzugssyndrom ankündigen, das nur mit Weitertrinken vermieden werden kann.
In dieser Phase kann kaum noch von „Befriedigung“ im Rausch die Rede sein. Vielmehr vermeidet und bekämpft der Süchtige meist nur noch schnell oder verstärkt auftretende Entzugssymptome, wenn nötig mit Hilfe von Billigprodukten oder sogar vergälltem Alkohol wie Brennspiritus.
Im Endstadium der chronischen Phase können Alkoholpsychosen mit typischen Halluzinationen, Angst und Desorientierung auftreten, oft verbunden mit unbestimmten religiösen Wünschen. Epileptische Anfälle oder ein lebensgefährliches Delirium tremens können auftreten. Nicht wenige Alkoholiker nehmen sich das Leben.
In dieser Endphase ist der Kranke am ehesten bereit, Hilfe anzunehmen. Einweisung in ein geeignetes, meist psychiatrisches Krankenhaus zur „Entgiftung“ oder besser gesagt zum „körperlichen Entzug“ ist dann lebensrettend und gleichzeitig ein möglicher „Einstieg“ zur notwendigen Entwöhnungsbehandlung.

### Ausprägungen der Krankheit
Magnus Huss definierte 1849 die „acute Alkoholskrankheit“: Hierzu zählte Huss neben dem, was heute als Alkoholvergiftung bezeichnet wird, auch das Delirium tremens, da es ein akuter Zustand einer chronischen Vergiftung sei. Die „chronische Alkoholskrankheit“ unterteilte er danach, ob die Symptome von der somatischen (körperlichen) oder der psychischen (seelischen) „Sphäre“ ausgehen oder aber von beiden.
Jellineks Konzept von 1951 unterteilt Alkoholkranke in fünf Typen:
- Der Alpha-Typ (Problemtrinker, Erleichterungstrinker) trinkt, um innere Spannungen und Konflikte (etwa Verzweiflung) zu beseitigen („Kummertrinker“). Die Menge hängt ab von der jeweiligen Stress-Situation. Hier besteht vor allem die Gefahr psychischer Abhängigkeit. Alphatrinker sind nicht alkoholkrank, aber gefährdet.
- Der Beta-Typ (Gelegenheitstrinker) trinkt bei sozialen Anlässen große Mengen, bleibt aber sozial und psychisch unauffällig. Betatrinker haben einen alkoholnahen Lebensstil. Negative gesundheitliche Folgen entstehen durch häufigen Alkoholkonsum. Sie sind weder körperlich noch psychisch abhängig, aber gefährdet.
- Der Gamma-Typ (Rauschtrinker, Alkoholiker) hat längere abstinente Phasen, die sich mit Phasen starker Berauschung abwechseln. Typisch ist der Kontrollverlust: Er kann nicht aufhören zu trinken, auch wenn er bereits das Gefühl hat, genug zu haben. Obschon er sich wegen der Fähigkeit zu längeren Abstinenzphasen sicher fühlt, ist er alkoholkrank.
- Der Delta-Typ (Pegeltrinker, Spiegeltrinker, Alkoholiker) ist bestrebt, seinen Alkoholkonsum im Tagesverlauf (auch nachts) möglichst gleichbleibend zu halten. Der Begriff Spiegeltrinker kommt vom Ziel einer gleichbleibenden Blutalkoholkonzentration bzw. eines konstanten Blutalkoholspiegels. Dabei kann es sich um vergleichbar geringe Konzentrationen handeln, diese steigen jedoch im Verlauf der fortschreitenden Krankheit und der damit sich erhöhenden Alkoholtoleranz meist an. Der Abhängige bleibt lange sozial unauffällig („funktionierender Alkoholiker“), weil er selten erkennbar betrunken ist. Dennoch besteht starke körperliche Abhängigkeit. Er muss ständig Alkohol trinken, um Entzugssymptome zu vermeiden. Durch das ständige Trinken entstehen körperliche Folgeschäden. Deltatrinker sind nicht abstinenzfähig und alkoholkrank.
- Der Epsilon-Typ (Dipsomanie, Quartalstrinker, Alkoholiker) erlebt in unregelmäßigen Intervallen Phasen exzessiven Alkoholkonsums mit Kontrollverlust, die Tage oder Wochen dauern können. Dazwischen kann er monatelang abstinent bleiben. Epsilon-Trinker sind alkoholkrank.

Cloninger definierte 1981 nur noch zwei Typen:
- Der Typ-I-Alkoholismus: Der „milieugeprägte“ Alkoholismus kennt sowohl männliche als auch weibliche Betroffene. Bei beiden kann der Missbrauch schwer, aber auch mild verlaufen. Die Krankheit verschlimmert sich meist schnell. Je niedriger der soziale Status, desto schwerer ist der Verlauf. Der Betroffene versucht ausgeprägt, Schaden von sich fernzuhalten, und ist relativ abhängig von „Belohnung“. Bei ihm sind Depressionen und Angststörungen verbreitet, die er mit Alkohol zu bekämpfen sucht. Die genetische Disposition ist in der Regel gering ausgeprägt.
- Der Typ-II-Alkoholismus
Dieser Typ hat ausschließlich männliche Betroffene. Der Abusus ist üblicherweise eher mittelschwer, manifestiert sich aber früh. Während die Mutter meist unauffällig ist, hat der Vater sein Alkoholproblem oft schon vor dem 25. Lebensjahr entwickelt und neigt zudem zu Kriminalität. Die Betroffenen zeigen oft asoziales Verhalten bei gleichzeitig hoher Risikobereitschaft. Sie nutzen den Alkohol zum Euphorisieren und neigen auch zum Missbrauch anderer Stimulantien. Wahrscheinlich sind hier die Gene wesentlich entscheidender als die sozialen Faktoren.

S. Y. Hill ergänzte im Jahr 1992 Clonigers Einteilung noch um den
- Typ-III-Alkoholiker, welcher ebenso wie der Alkoholiker vom Typ II stark genetisch bedingt ist, jedoch keine antisoziale Komponente aufweist.

### Kritik an Jellineks Konzepten
George Eman Vaillant hält wie auch Johannes Lindenmeyer Jellineks Sicht des Krankheitsverlaufes für zu geradlinig, vorbestimmt und unaufhaltbar. Sie stütze sich auf Erfahrungen, nicht auf wissenschaftliche Studien. Etliche Betroffene fänden wieder zu maßvollem Trinkverhalten oder auch zur Abstinenz zurück. Das Grundkonzept halten sie jedoch beide für korrekt.

## Diagnose

### ICD–10
Die ICD-10 definiert sechs Kriterien, von denen drei oder mehr mindestens einen Monat lang (oder bei kürzerer Dauer: innerhalb eines Jahres wiederholt) gleichzeitig vorhanden sein müssen, um die Diagnose eines Abhängigkeitssyndroms (F10.2) stellen zu können:
- Starkes oder zwanghaftes Verlangen, Alkohol zu konsumieren (Fachterminus: Craving)
- Verminderte Kontrollfähigkeit bei der Menge, dem Beginn oder Ende des Konsums (d. h., es wird regelmäßig mehr Alkohol oder über einen längeren Zeitraum konsumiert als geplant oder es bestehen der anhaltende Wunsch und Versuche, den Alkoholkonsum zu verringern oder zu kontrollieren, ohne dass dies nachhaltig gelingt)
- Körperliche Entzugserscheinungen bei Konsumstopp oder Konsumreduktion
- Nachweis einer Toleranz (um die gewünschte Wirkung hervorzurufen, sind zunehmend größere Mengen an Alkohol erforderlich)
- Einengung des Denkens auf Alkohol (d. h. Vernachlässigung anderer Interessen zugunsten des Alkoholkonsums)
- Anhaltender Substanzkonsum trotz gesundheitlicher und sozialer Folgeschäden für den Konsumenten, obwohl der Betroffene sich über die Art und das Ausmaß des Schadens bewusst ist oder bewusst sein könnte (z. B. Leberkrankheiten wie Leberzirrhose, eine Verschlechterung der kognitiven Funktionen, Verlust des Führerscheins oder Arbeitsplatzes, Trennung des Lebenspartners, Rückzug des Bekannten- und Freundeskreises etc.)

Im Gegensatz zu früheren ICD-Versionen müssen die „klassischen“ Symptome der körperlichen Abhängigkeit, d. h. Toleranz und Entzugserscheinungen, nicht mehr unbedingt vorhanden sein, wenn ausreichend andere Symptome zutreffen.

### DSM-5
Das amerikanische Kategoriensystem DSM-5 enthält statt des Begriffs Alkoholkrankheit (Alcoholism) nur den wesentlich weiter gefassten Begriff Alkoholmissbrauch (Alcohol use disorder). Es sieht zwölf Kriterien vor, von denen für einen Alkoholmissbrauch zusätzlich zu klinisch bedeutsamen Leiden mindestens zwei über einen Verlauf von zwölf Monaten vorliegen müssen:
1. Alkohol wird in größeren Mengen oder länger als beabsichtigt konsumiert.
2. anhaltender Wunsch oder erfolglose Versuche, den Alkoholkonsum zu verringern oder zu kontrollieren
3. hoher Zeitaufwand, um Alkohol zu beschaffen, zu konsumieren oder sich von seiner Wirkung zu erholen
4. Craving oder ein starkes Verlangen, Alkohol zu konsumieren
5. wiederholter Alkoholkonsum, der zu einem Versagen bei der Erfüllung wichtiger Verpflichtungen bei der Arbeit, in der Schule oder zu Hause führt
6. fortgesetzter Alkoholkonsum trotz ständiger oder wiederholter sozialer oder zwischenmenschlicher Probleme, die durch die Auswirkungen von Alkohol verursacht oder verstärkt werden
7. Wichtige soziale, berufliche oder Freizeitaktivitäten werden aufgrund des Alkoholkonsums aufgegeben oder eingeschränkt.
8. wiederholter Alkoholkonsum in Situationen, in denen der Konsum zu einer körperlichen Gefährdung führt
9. fortgesetzter Alkoholkonsum trotz Kenntnis eines anhaltenden oder wiederkehrenden körperlichen oder psychischen Problems, das wahrscheinlich durch Alkohol verursacht wurde oder verstärkt wird
10. Toleranzentwicklung, definiert durch eines der folgenden Kriterien:
  - Verlangen nach ausgeprägter Dosissteigerung, um einen Intoxikationszustand oder einen erwünschten Effekt herbeizuführen
  - deutlich verminderte Wirkung bei fortgesetztem Konsum derselben Menge an Alkohol
11. Entzugssymptome, die sich durch eines der folgenden Kriterien äußern:
  - charakteristisches Entzugssyndrom in Bezug auf Alkohol (siehe Kriterien A und B für Alkoholentzug)
  - Alkohol (oder eine sehr ähnliche Substanz, wie etwa Benzodiazepine) wird konsumiert, um Entzugssymptome zu lindern oder zu vermeiden.

Zusätzlich können Einordnungen getroffen werden in:
- frühremittiert und anhaltend remittiert: Wenn die Diagnosekriterien einmal erfüllt waren, wird nach dreimonatiger Abstinenz der Zusatz frühremittiert gesetzt und nach zwölfmonatiger Abstinenz der Zusatz anhaltend remittiert. Für beide Einordnungen wird das 4. Kriterium nicht mit einbezogen.
  - Wenn eine Person in geschützter Umgebung remittiert, also in Umgebungen, in denen kein Zugang zu Alkohol möglich ist (geschlossene stationäre Aufenthalte, Gefängnis o. ä.) dann wird zusätzlich In Geschützter Umgebung codiert.
- verschiedene Schweregrade (leicht, mittel, schwer):
  - Leicht: 2–3 Symptomkriterien sind erfüllt
  - Mittel: 4–5 Symptomkriterien sind erfüllt
  - Schwer: 6 oder mehr Symptomkriterien sind erfüllt

## Biologie
Alkohol beeinflusst den Stoffwechsel im Gehirn. Er stimuliert GABA-Rezeptoren und hemmt NMDA-Rezeptoren, wodurch er entspannend und angstlösend wirken kann. Da die GABA-Rezeptoren bei ständiger Stimulation Toleranz entwickeln, werden bei längerem Alkoholmissbrauch immer größere Mengen Alkohol benötigt, um den gewünschten Effekt zu erzielen.
Die Alkohol-Effekte beruhen auch auf einer erhöhten Produktion von Dopamin und Endorphinen. Auch die starken Entzugssymptome begünstigen eine einmal vorhandene Abhängigkeit.
Bei einem Alkoholentzug wird erkennbar, dass die exzitatorischen NMDA-Rezeptoren als Gegenmaßnahme gegen die Hemmung durch den Alkohol hochreguliert und die inhibitorisch wirkenden GABA-Rezeptoren herunterreguliert wurden. Fällt der Alkohol weg, ist das exzitatorische System deutlich wirksamer als das inhibitorische. Dies erklärt die verschiedenen Symptome des körperlichen Entzugssyndroms. Durch die nicht mehr vorhandene Unterdrückung der Nervenzellen entstehen durch deren Übererregung Angstgefühle, Zittern, Halluzinationen bis hin zu Krampfanfällen. Deshalb trinkt der Kranke frühzeitig wieder Alkohol, um die quälenden Symptome zu beseitigen.

## Ursachen

### Genetische Faktoren
Zwillings- und Adoptionsstudien deuten darauf hin, dass das Risiko für Alkoholabhängigkeit bei nahen Verwandten von Alkoholabhängigen um das Drei- bis Vierfache erhöht ist. Genetische Faktoren erklären jedoch nur einen Teil des Risikos, ein großer Teil ist auf Umwelt- und zwischenmenschliche Faktoren zurückzuführen (z. B. kulturelle Einstellungen, Verfügbarkeit, Erwartungen bzgl. der Wirkungen des Alkohols auf Stimmung und Verhalten, persönliche Erfahrungen mit Alkohol und Belastungen).
Die Forschung geht gegenwärtig davon aus, dass die Alkoholkrankheit zu 40 bis 60 % genetisch beeinflusst wird. Dies bezieht sich vor allem auf angeborene Unterschiede bei der Alkoholverträglichkeit bzw. der Abbaukapazität der Leber. Hierzu zählt beispielsweise das Enzym Alkoholdehydrogenase. Bei manchen Menschen liegt eine Variante mit verminderter Aktivität vor, wodurch es zu schwereren Vergiftungserscheinungen kommt. Dadurch wird eine Alkoholabhängigkeit unwahrscheinlicher. Menschen, die vergleichsweise viel Alkohol vertragen, sind hingegen besonders gefährdet, auf lange Sicht alkoholabhängig zu werden.
Zudem gibt es Hinweise auf angeborene Unterschiede im Verhältnis zwischen angenehmer Hauptwirkung und unangenehmer Nachwirkung des Alkohols (Zwei-Phasen-Wirkung von Alkohol). So tritt die Wirkung des Alkohols bei Söhnen von Alkoholkranken erst bei höheren Konzentrationen ein als bei anderen Menschen. Damit es zur Alkoholabhängigkeit kommt, müssen die Betroffenen jedoch erst über eine längere Zeit erhebliche Mengen von Alkohol trinken, was nicht erblich bestimmt ist.
Genetisch bedingt sein kann auch ein Mangel des Neurotransmitters Dopamin, der beim Konsum von Alkohol vermehrt ausgeschüttet wird und die Stimmung hebt (Belohnungssystem). Weitere genetische Faktoren werden derzeit noch untersucht.
Ob eine vererbte erhöhte Aktivität des Enzyms Salsolinol-Synthase an der Entwicklung einer Alkoholabhängigkeit beteiligt ist, wurde untersucht. Im Tierversuch stieg nach Gabe von Alkohol die Produktion von Salsolinol und damit die Stimmung deutlich an. Weniger Salsolinol würde also weniger Belohnungsreize auslösen und damit eine geringere Gefahr bedeuten. Dies wurde mittlerweile jedoch widerlegt.
Etwa 80 % der stationär behandelten Alkoholiker haben Verwandte ersten oder zweiten Grades, die Alkoholprobleme haben. Sind Verwandte ersten Grades betroffen, ist das Risiko, auch zu erkranken, um das Siebenfache erhöht. Zudem wurde in Zwillingsstudien festgestellt, dass bei Frauen offenbar die Vererbung mehr im Vordergrund steht, während Männer stark von Umwelteinflüssen abhängig sind.
Wissenschaftler des Nationalen Genomforschungsnetzes (NGFN) schrieben in der Fachzeitschrift „Molecular Psychiatry“, dass Untersuchungen zufolge zwei Mutationen im CRHR1-Gen (Corticotropin releasing hormone receptor 1) die Anfälligkeit zum gesteigerten Alkoholkonsum beeinflussen. Dieses Gen ist für ein Protein verantwortlich, das bei der Verarbeitung von Stress und der Steuerung von Gefühlen eine Rolle spielt. Das Risiko der Erkrankung von Kindern, die getrennt von ihren alkoholkranken Eltern aufwuchsen, ist demnach drei- bis viermal höher als das von Kindern nicht alkoholkranker Eltern.
Eine Veränderung des MAOA-Gens scheint mit Alkoholismus, Drogenmissbrauch und antisozialem Verhalten in Verbindung zu stehen (siehe auch: Warrior Gene).

### Soziale Faktoren

#### Gesellschaftliche Ursachen
Alkohol ist in vielen Kulturen eine gesellschaftlich anerkannte, einfach und billig zu beschaffende Rauschdroge, deren Konsum in manchen Situationen geradezu erwartet wird. Beispiele sind die bürgerliche Trinkkultur (Feierabendbier, „Anstoßen“ mit Glückwunsch), High-Society-Treffen (Whiskey und Zigarren) oder die Verbrüderung durch gemeinsames „Saufen“ (siehe dazu Trinkkultur in Europa#Trinksitten). Der Konsum von Alkohol wird bis zu einem gewissen Grad in allen Gesellschaftsschichten akzeptiert.
Insbesondere von Männern wird oft eine gewisse Trinkfestigkeit als Beweis von Männlichkeit und Belastbarkeit erwartet. Da starker Alkoholkonsum die Alkoholtoleranz erhöht, fördert diese gesellschaftliche Statusdefinition auch die Verbreitung von Alkoholismus.
Nachgewiesen ist, dass Belastungen in der Arbeitswelt zu den Faktoren gehören, die das Suchtrisiko erhöhen (siehe dazu auch: Gratifikationskrise).

#### Familiäre Ursachen
Kinder suchtkranker Eltern werden statistisch gesehen häufiger abhängig als andere Kinder. Das Aufwachsen mit einem Suchtkranken in der Familie stellt eine erhebliche psychische Belastung dar. Physische, psychische und sexuelle Gewalt (sexueller Missbrauch) verbunden mit Sucht in der Herkunftsfamilie sind erhebliche Risikofaktoren. Töchter aus Sucht-Familien heiraten auch deutlich häufiger selbst wieder einen Alkoholiker. Günstig wirkt sich dagegen aus, wenn die Eltern ihre Alkoholabhängigkeit überwinden.
Der erste Kontakt mit Alkohol findet zumeist auf Familienfeiern statt. Kinder aus Elternhäusern, in denen viel Tabak oder/und Alkohol konsumiert werden, fangen früher und intensiver an, damit zu experimentieren. Hierbei fällt auf, dass der Einfluss des Konsumverhaltens der Mutter größer ist als der des Vaters. Erleben die Kinder dies jedoch sehr negativ, können sie auch eine ablehnende Haltung gegenüber dem Alkohol entwickeln.
Systemische Ansätze postulieren, dass in vielen Suchtfamilien dysfunktionale familiäre Muster vorliegen. Im Allgemeinen wird von starren Außengrenzen bei diffusen Innengrenzen ausgegangen, welche zu einer Isolierung dieser Familien führen, andererseits dem Jugendlichen die Ablösung massiv erschweren. Je nach Geschlecht des Alkoholkranken liegt in diesen Familien ein Muster von Konfliktvermeidung (Männer) oder Konfliktbereitschaft (Frauen) vor.
Jugendliche mit alkoholabhängigen Eltern haben eine auffallend geringe Aktivität der Amygdala (emotionales Zentrum im Gehirn), was das Risiko, selbst zu erkranken, deutlich erhöht.

### Psychologische Faktoren
Im Sinne der Lerntheorie wirken die schnell eintretenden positiven Wirkungen des Alkohols (z. B. Entspannung, Glücksgefühle) als unmittelbare Verstärker für das Suchtverhalten (operante Konditionierung). In einer neutralen Situation handelt es sich um positive Verstärkung (etwas Positives kommt hinzu). In einer unangenehmen (Stress-)Situation wirkt Alkohol als negativer Verstärker, d. h., ein unangenehmer Zustand (z. B. Angst, Anspannung, Ärger) wird beseitigt. Letzteres spielt vor allem eine Rolle, wenn der Betroffene sich über längere Zeit in einer als negativ erlebten Situation befindet. Diese Mechanismen spielen eine wesentliche Rolle bei der Aufrechterhaltung der Problematik.
Häufig hat der erste Konsum jedoch kein positives Erleben zur Folge, manchmal sogar negative Auswirkungen (z. B. bitterer Geschmack, Schwindel, Übelkeit). Beim Erstkonsum spielt die soziale Verstärkung durch Zuwendung der Bezugsgruppe (z. B. peer group) sowie die beobachtete positive Wirkung bei anderen eine wichtige Rolle (Modelllernen). Ist Alkohol leicht verfügbar, wird der Konsum in der Bezugsgruppe hoch bewertet (sozialer Druck), besteht eine starke Bindung des Betroffenen an diese Gruppe und ist er durch diese stark beeinflussbar, ist die Wahrscheinlichkeit zum Konsum hoch. Eine positive Ergebniserwartung (siehe Sozialkognitive Lerntheorie) bei sozialen Vorteilen des Alkoholkonsums (Kontakterleichterung, Zugehörigkeit zu einer bestimmten Bezugsgruppe etc.) oder der Wirkungen der Substanz stellen ebenfalls Risikofaktoren dar.
Günstig wirken sich allgemeine Lebenskompetenzen wie z. B. Fähigkeiten zur Stressbewältigung, Selbstsicherheit und Kommunikationsfähigkeit (vgl. auch Soziale Kompetenz) aus, sowie im Besonderen die Fähigkeit, Konsumangebote trotz sozialen Drucks ablehnen zu können. Eine kritische Einstellung und ein kritischer Umgang mit legalen psychoaktiven Substanzen ist ebenfalls ein Schutzfaktor.
Die Attributionstheorie postuliert bei Alkoholkranken ein bestimmtes Muster an Kontrollüberzeugungen, was sich jedoch nur auf den Alkoholkonsum bezieht. Es wird davon ausgegangen, dass Alkoholkranke dazu neigen, ihren Alkoholkonsum eher external zu attribuieren. Das bedeutet, dass die Ursachen für das Trinkverhalten externen, nicht von ihnen kontrollierbaren Faktoren zugeschrieben wird. Diese generalisierte Erwartungshaltung wird durch soziales Lernen erworben.
Bisher konnte keine spezifische Suchtpersönlichkeit gefunden werden. Von verschiedenen Autoren v. a. psychodynamischer Ausrichtung wird jedoch angenommen, dass Alexithymie (Schwierigkeit, Gefühle zu benennen, zu unterscheiden und auszudrücken) bei Abhängigen überzufällig häufig ist.
Verschiedene Studien belegen zudem einen engen Zusammenhang zwischen Sensation Seeking und Suchtverhalten, wobei biologische Mechanismen angenommen werden. Allerdings besteht die Möglichkeit, dass sensation seeking nur ein vordergründiges Symptom einer zugrunde liegenden ADHS ist.

### Weitere Schutz- und Risikofaktoren
Gestilltwerden verringert möglicherweise das Risiko, alkoholkrank zu werden. Das ergab eine Auswertung der „Copenhagen Perinatal Cohort“ Studie. Die Langzeituntersuchung umfasst die Daten von 6562 inzwischen 44- bis 46-jährigen Kopenhagenern. Das Risiko, alkoholabhängig zu werden, war für Probanden, die als Kind nur kurz gestillt wurden, um fast 50 Prozent höher als das von Teilnehmern, die lange gestillt worden waren. Eine hohe Testosteronkonzentration während der Embryonalentwicklung scheint ein Risikofaktor für die spätere Entwicklung einer Alkoholabhängigkeit zu sein.

## Soziale Folgen

### Wesensveränderung
Die alkoholtoxische Wesensveränderung ist eine der schwerwiegendsten Folgen des Alkoholkonsums. Sie ist eine Folge von langjährigem und regelmäßigem Alkoholkonsum. Die Wesensveränderung ist bei Alkoholabhängigen unterschiedlich. Neben deutlicher Beeinträchtigung der Leistung von Gedächtnis, Konzentration, Antrieb und Aufmerksamkeit fällt ein häufiges Auftreten von Eifersuchtswahn auf. Betroffen sind vor allem die Reaktionsmuster auf alltägliche Belastungen und Konflikte, wodurch die Gesamtpersönlichkeit unharmonisch-entdifferenziert wirkt. Als Komorbiditäten (Begleiterkrankung) können auch Depressionen auftreten. In der Folge langfristigen Alkoholismus kommt es auch zu psychotischen Störungen, die bislang nicht vorhanden waren. Zudem engen sich die Interessen stark auf die Sucht ein, während bisherige Aktivitäten sowie Körperpflege und -hygiene vernachlässigt werden.
Sehr problematisch ist die oft erhöhte Aggressivität und Gewaltbereitschaft. Bis zu 35 % der Fälle häuslicher Gewalt sind auf Alkoholkrankheit zurückzuführen.
Zur Wesensveränderung gehört auch die Neigung, die Alkoholkrankheit zu leugnen oder zu bagatellisieren.

### Folgen für die Familie

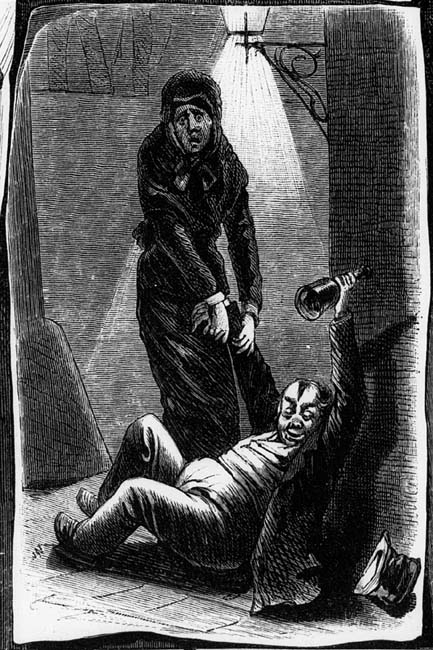
Gustav Imlauer: Ihr zu Füßen

Die Probleme eines Alkoholkranken werden oft vom Lebenspartner und von der ganzen Familie mitgetragen oder kompensiert. Einerseits gewinnen letztere aus ihrer Hilfeleistung eine persönliche oder gesellschaftliche Anerkennung, andererseits auch eine Entwertung. Langfristig kann sich bei ihnen ein Ausgebranntsein entwickeln, das Burnout-Syndrom. Das Gefühl, dem Alkoholkranken zu helfen, kann anfangs das persönliche Selbstwertgefühl steigern. Später dominiert ein Gefühl der Hilflosigkeit. Dieses Verhalten ist als „Helfersyndrom“ bekannt. In Selbsthilfegruppen wird die Alkoholkrankheit als Familienkrankheit gesehen. Der Grund: In der Familie bzw. in der Partnerschaft sind oft alle an einer Manifestation der Sucht und deren sozialen Folgen beteiligt. Durch Verleugnung der Probleme und der Denkmuster, aber auch durch das Verhalten der Angehörigen selbst wird die Krankheit des Alkoholikers stabilisiert und ein professioneller Versuch der Genesung erschwert. Partner, die solchen Mechanismen unterliegen, werden als Co-Alkoholiker bezeichnet.

#### Kinder
Besonders leiden Kinder und Jugendliche in alkoholbelasteten Familien. Sie haben unter anderem in der Schule und beim Berufseinstieg vielfach schlechtere Chancen. Viele Kinder bekommen selber, zum Teil auch (epi-)genetisch bedingt, psychische oder Alkoholprobleme – teilweise lebenslang. U. a. wegen der schlechten Erfassbarkeit ist die Gruppe der Kinder bisher wenig beachtet.
Insbesondere führt das fetale Alkoholsyndrom zu kognitiven Beeinträchtigungen.
Nach Angaben von Kinderschutzvereinen und Diakonie kommt es in Familien mit Alkoholkranken vergleichsweise häufig zu Misshandlung und Vernachlässigung von Kindern. Der Grad der Störung der Kinder wird durch die elterliche Komorbidität, den Zeitpunkt des Beginns der Abhängigkeit der Eltern, das Erziehungsverhalten und die Stärke der Exposition mit dem alkoholisierten Elternteil beeinflusst. Mögliche Symptome bei Kindern alkoholkranker Eltern sind Essstörungen, Angststörungen, Affektive Störungen, eine eigene Alkoholabhängigkeit und ein erniedrigter Intelligenzquotient.
Soziale Folgen sind häufigere Unterrichtsausschlüsse, Disziplinprobleme in der Schule und mehr Fehlzeiten. Außerdem benötigen sie mehr Unterstützung durch Schulpsychologen und haben ein erhöhtes Risiko die Schule abzubrechen.
Kinder können sich fälschlicherweise selbst die Schuld für das Trinkverhalten der Eltern geben.

### Gesellschaftliche Kosten
Die Folgekosten der Alkoholkrankheit sind sehr hoch. Der Direktor für Gesundheitsförderung bei der Weltgesundheitsorganisation Rüdiger Krech bezifferte 2024 die Kosten alkoholbedingter Erkrankungen (Krankheitskosten, Kosten für Fehlzeiten und Rehabilitationskosten) in Deutschland auf 57 Milliarden Euro jedes Jahr.  Nach Angaben des Bundesgesundheitsministeriums betrugen die volkswirtschaftlichen Gesamtkosten in Deutschland für Unfälle unter Alkoholeinfluss in den Jahren 2010 bis 2014 insgesamt 7,77 Milliarden Euro.
Unter Alkoholeinfluss werden außerdem zahlreiche Straftaten wie Diebstahl, Einbruch, Raub und Betrug begangen, deren Schadenssumme in Deutschland in den Jahren 2011 bis 2015 insgesamt mehr als 103 Millionen Euro betrug.
Dazu kommen erhebliche Kosten im Gesundheitssystem einschließlich indirekter Kosten, z. B. durch Arbeitsunfähigkeit, Frühverrentung (volkswirtschaftliche Verluste) oder erhöhte Scheidungsraten.

### Folgekrankheiten
Wer alkoholkrank ist, hat eine im Durchschnitt 20 Jahre geringere Lebenserwartung. Langfristiger Alkoholmissbrauch bedingt oft (teils chronische) Folgekrankheiten:

#### Bösartige Tumoren
2016 zeigte eine Metastudie, dass es starke Hinweise darauf gibt, dass Alkoholkonsum ursächlich verantwortlich für Rachen-, Speiseröhren-, Leber-, Dickdarm-, Mastdarm-, Brust- und Kehlkopfkrebs ist und dass angenommen werden kann, dass Alkoholkonsum 2012 für 5,8 % aller Krebstode weltweit verantwortlich zu machen war.

#### Leber
Durch die erhöhte Belastung mit Alkohol erhöht das Organ zunächst seine Fähigkeiten, dieses Gift abzubauen. Die Leber vergrößert sich, bis sie zur Fettleber wird. Oft entwickelt sich bei anhaltender Belastung eine Alkohol-Hepatitis und eine Leberzirrhose mit den entsprechenden Folgen. Die Leber kann dann ihre Aufgaben nicht mehr erfüllen. Als Folge der Leberzirrhose können sich Krampfadern in der Speiseröhre bilden. Diese sind eine zusätzliche Gefahr, da der Betroffene verbluten kann. Die Letalität (Sterblichkeit) einer solchen Blutung liegt bei über 30 %. Eine weitere häufige Komplikation ist die Hepatische Enzephalopathie. Sie entsteht, da die geschädigte Leber das durch natürliche Verdauungsprozesse im Darmtrakt entstehende Ammoniak und weitere Giftstoffe nicht mehr vollständig verstoffwechseln kann. So gelangt Ammoniak in den Blutkreislauf und dringt über die Blut-Hirn-Schranke ins Gehirn. Dort kommt es zum Anschwellen der Astrozyten, was zur Bildung eines Hirnödems beitragen kann. Im Endstadium kann die Hepatische Enzephalopathie zum Leberkoma führen.

#### Bauchspeicheldrüse
Auch die Bauchspeicheldrüse reagiert empfindlich auf Alkohol. Sie kann sich akut oder chronisch entzünden (Pankreatitis). Eine akute Pankreatitis kann direkt tödlich sein. Folgen einer chronischen Pankreatitis können eine exokrine Pankreasinsuffizienz, bei der das Organ nicht mehr genug Verdauungsenzyme bildet, und/oder auch ein Diabetes mellitus sein.

#### Muskulatur
Skelettmuskulatur und Herzmuskel werden geschädigt (alkoholische Myopathie bzw. Kardiomyopathie I41.4).
Die mit der Ziffer G72.1 im ICD-10 codierte alkoholische Myopathie tritt bei bis zu 30 bis 40 % aller chronischen Alkoholiker auf. Dabei sind die Beine meist schwerer betroffen als die Arme. Durch die toxischen (giftigen) Wirkungen des Alkohols entsteht eine Rhabdomyolyse, d. h., die Muskelfasern zersetzen sich. Die akute alkoholische Myopathie tritt bei etwa einem Prozent der Kranken auf. Sie zeigt sich u. a. durch Anschwellen, starke Schmerzen und Krämpfe in den betroffenen Muskeln.

#### Stoffwechsel
Übermäßiger Alkoholkonsum kann Gicht auslösen, da Carbonsäuren mit Harnsäure im Ausscheidungsmechanismus der Niere konkurrieren. Zudem liefert Bier durch darin enthaltene Hefereste zusätzlich Purine.
Hormonelle Störungen können durch mangelnde Leistungsfähigkeit der Leber im Hormonabbau vielfältige Symptome hervorrufen, insbesondere im Wasser- und Elektrolythaushalt und bei den Sexualhormonen. Das kann zu charakteristischer „Verweiblichung“ der Figur (Brust, Bauch) führen.

#### Herz-Kreislaufsystem
Alkoholmissbrauch kann zu Bluthochdruck, Herzmuskelerkrankungen (unter anderem der o. g. alkoholischen Kardiomyopathie) und Anämie (Hyperchrome, makrozytäre Anämie) beitragen. Anämie ist vor allem durch alkoholbedingten Mangel an Folsäure und Vitamin B12 verursacht.
Das Risiko für Koronarsklerose (Verkalkung der Herzkranzgefäße) und Schlaganfall ist bei moderatem Alkoholkonsum möglicherweise sogar seltener als in der Normalbevölkerung, da Alkohol unter anderem das HDL-Cholesterin erhöht und damit Ablagerungen an den Gefäßwänden verhindert. Möglicherweise haben auch gewisse Inhaltsstoffe, z. B. die Polyphenole im Wein, eine protektive Wirkung. Der gerinnungshemmende Effekt von Alkohol (Hemmung der Thrombozytenaggregation) könnte hier auch eine Rolle spielen. Bei höherem Alkoholkonsum (> 30 g/Tag) nimmt das Gesamtrisiko für eine koronare Herzerkrankung (KHK) jedoch zu.

#### Magen-Darm-Trakt
Chronischer Alkoholkonsum, oft in Verbindung mit Fehlernährung oder Tabakkonsum, schädigt die Schleimhäute in Mund, Rachen, Speiseröhre und Magen. Am häufigsten sind Speiseröhrenentzündungen und Magenschleimhautentzündungen (Gastritis). Krebserkrankungen im Nasenrachenraum und Kehlkopfkrebs sind bei Alkoholkranken häufiger als in der übrigen Bevölkerung; besonders hochprozentige Getränke begünstigen Speiseröhrenkrebs. Das Risiko von Mundhöhlen- und Zungengrundkrebsen vervielfacht sich bei gleichzeitigem Rauchen und Trinken. Hinzu kommen bei Leberzirrhose, die schon erwähnten Krampfadern in der Speiseröhre, durch welche viele Patienten verbluten. Außerdem verursacht das im Darmtrakt entstehende Ammoniak im fortgeschrittenen Stadium der Leberzirrhose häufig eine Hepatische Enzephalopathie, da die geschädigte Leber nicht mehr dazu fähig ist, Giftstoffe regulär zu verstoffwechseln.

#### Nervensystem
Durch chronischen Alkoholkonsum kommt es zu Zerstörungen der Axone wie der Myelinscheiden des Gehirns und des peripheren Nervensystems. Dies geschieht vermutlich zum einen durch direkte Schädigungen der Axone durch die zelltoxischen Eigenschaften des Alkohols, zum anderen durch eine Beeinträchtigung der Myelinbildung als Folge fehlender neurotroper Vitamine (Vitamine der B-Gruppe, vor allem Thiamin). Als Ursachen hierfür werden einseitige Ernährung, ein generell erhöhter Vitaminbedarf und Resorptionsstörungen durch die Veränderungen im gastrointestinalen System (Magen-Darm-Trakt) diskutiert.
Schon bei einzelnen Räuschen treten Gedächtnislücken („Filmrisse“) auf. Langfristig entstehen chronische neuropsychologische Schwächen in Aufmerksamkeit, Konzentration, Gedächtnis, Lernfähigkeit, räumlichem Vorstellungsvermögen, Zeitwahrnehmung und Problemlösungsstrategien. Dazu entwickeln sich häufig soziale Störungen wie alkoholischer Eifersuchtswahn und sexuelle Deviation.
Eine schwere langfristige Folge am Zentralnervensystem ist das Wernicke-Korsakow-Syndrom. Hierbei kommt es typischerweise – häufig im Zusammenhang mit einem Entzug – zunächst zur Wernicke-Enzephalopathie, einer neurologischen Erkrankung aufgrund eines Vitamin-B1-Mangels mit Ophthalmoplegie (Augenmuskellähmung mit Doppelbildern), Ataxie (unkoordinierte, oft überschießende Bewegungen speziell beim Gehen) und Bewusstseinsstörungen. Hierauf folgen Gedächtnisstörungen, welche als amnestisches Syndrom, Korsakow-Syndrom oder Korsakow-Psychose bezeichnet werden. Charakteristisch sind schwere Störungen der Merkfähigkeit und zunehmend auch des Langzeitgedächtnisses (v. a. des episodischen Gedächtnisses), wobei Gedächtnislücken häufig durch Konfabulationen ausgefüllt werden. Anatomisch findet man Veränderungen im Bereich des Zwischen- und Mittelhirns.
Zudem kann bei chronischem Alkoholkonsum im Rahmen einer Pellagra ein Demenzsyndrom entstehen. Ursächlich ist ein Mangel an Nicotinsäure (Vitamin B3) oder Tryptophan. Neuropathologisch finden sich vor allem Veränderungen der großen Neurone des Motorcortex. Die Basalganglien, das Kleinhirn oder das Vorderhorn (vgl. Hirnventrikel) können jedoch auch betroffen sein. In Folge können depressive Zustände, Müdigkeit, Konzentrationsminderung, Verwirrtheit, Halluzinationen oder Optikusneuropathie auftreten, sowie (meist als Vorstufe) Appetitlosigkeit, Diarrhö, Glossitis, Anämie und Hautrötungen (Erythema).
Auch kann es infolge einer alkoholischen Lebererkrankung zu einer hepatocerebralen Degeneration kommen. Betroffen sind meist die Basalganglien und das Kleinhirn. Die Beeinträchtigungen sind nicht reversibel.
Häufig kommt es im Verlauf einer alkoholinduzierten Leberzirrhose zu einer hepatischen Enzephalopathie. Neben einem Teil eines Demenzsyndroms können sich Auffälligkeiten wie zerebellare Ataxie, Dysarthrie, Tremor und Choreoathetose (ausfahrende Bewegungen von Händen oder Füßen) zeigen. Die hepatische Enzephalopathie entsteht durch die Unfähigkeit der geschädigten Leber, Ammoniak und andere im Darm entstandene schädliche Stoffe regulär zu verstoffwechseln. So gelangen Ammoniak und andere Gifte ungehindert in den Blutkreislauf und dringt durch die geschwächte Blut-Hirn-Schranke ins Gehirn. Dort verursacht es ein Anschwellen der Astrozyten, was zur Bildung eines Hirnödems führen kann. Im Endstadium progressiert die Hepatische Enzephalopathie bis zum Leberkoma.
Die Spätatrophie des Kleinhirns ist eine häufige und irreversible degenerative Schädigung des Kleinhirns, die vorzugsweise bei Männern auftritt. Hierbei kommt es vor allem zu einer zunehmenden zerebellaren Gangataxie, Extremitätenataxie (vor allem der Beine), Dysarthrie und Polyneuropathie. Als Ursachen werden Thiaminmangel, ein unmittelbar toxischer Effekt des Alkohols und Elektrolytverschiebungen diskutiert. Neuropathologisch findet sich häufig eine Atrophie der Purkinjezellen im Bereich des vorderen und oberen Kleinhirnwurms.
Die zentrale pontine Myelinolyse ist eine seltene Erkrankung, die den Pons (Teil des Stammhirns) betrifft. Typisch ist die relativ rasche Entwicklung von Lähmungserscheinungen (Paraparese, Tetraparese, oder Pseudobulbärparalyse) sowie einer deutlichen Bewusstseinseinschränkung. Häufig kommt es begleitend zu einer Wernicke-Enzephalopathie.
Das Marchiafava-Bignami-Syndrom ist eine ebenfalls seltene Erkrankung, die meist bei Männern mit chronischem Alkoholmissbrauch und Mangelernährung auftritt. Betroffen ist das Corpus callosum. Es kann zu Krampfanfällen, Vigilanzstörungen, Spastik, Tremor, frontale Enthemmung (z. B. Logorrhoe, Aggressivität), Apathie und apraktischen Störungen kommen.
Zur Tabak-Alkohol-Amblyopie kann es bei Alkoholabusus und Mangelernährungen in Kombination mit Tabakkonsum kommen. Hierbei kommt es zu einer Schädigung des Sehnervs mit Verlust der Sehschärfe.
Schädigungen der Hirngefäße erhöhen zudem das Risiko für Schlaganfälle und Hirnblutungen (subkortikale Sklerose).
Schäden des Rückenmarks (funikuläre Myelose) werden durch den alkoholismusbedingten Mangel an Vitamin B12 verursacht.
Die Polyneuropathie ist eine häufige chronische neurologische Erkrankung in Verbindung mit einem Alkoholabusus. Sie betrifft das periphere Nervensystem. Anfangs bestehen die Symptome meist in Sensibilitätsstörungen und Missempfindungen wie Kribbeln, v. a. der unteren Extremitäten (Beine), später auch in motorischen Einschränkungen. Als Grenzwert der Entstehung der Polyneuropathie wird ein Wert von 60 g reinem Alkohol pro Tag angesehen.

#### Sonstiges
Die Annahme, dass eine gerötete Knollennase (Rhinophym) ursächlich mit Alkoholmissbrauch zu tun habe, ist verbreitet, aber irrig. Allerdings beeinflusst der Konsum von Alkohol durch die Gefäßerweiterung die Entwicklung eines Rhinophyms ungünstig.
Chronischer Alkoholismus verringert die Produktion des Proteins Folattransporter 1 in den Nierenzellen und damit die Wiederaufnahme des ausgeschiedenen Vitamins Folsäure. Zudem nimmt der geschädigte Darm nur noch einen Bruchteil der Folsäure auf, die ohnehin oft in der Nahrung nicht ausreichend enthalten ist. Beide Faktoren erklären zu niedrige Folat-Plasmagehalte bei diesen Kranken (Folge: weitere Stoffwechselstörungen und Fehlgeburten).
Eine englische Studie (2012), die etwa 4000 Schwangere befragte und untersuchte, kam zu dem Ergebnis, dass sich auch kleine Mengen Alkohol auf die Intelligenz der Kinder negativ auswirken.

#### Alkoholentzugssyndrom
Ein Entzugssyndrom kann auftreten, wenn der Alkoholkonsum reduziert oder abrupt beendet wird. Dabei können heftige bis lebensbedrohliche Entzugserscheinungen auftreten.
Entzugssymptome sind Übelkeit, Nervosität, Schlafstörungen, der starke Drang, Alkohol trinken zu müssen („Saufdruck“), Gereiztheit und Depression. Ist die körperliche Abhängigkeit schon fortgeschritten, kommen beispielsweise starkes Schwitzen, Zittern (vor allem der Hände), grippeähnliche Symptome und – in äußerst schlimmen Fällen – Krampfanfälle hinzu, mit Zungenbiss und Halluzinationen bis zum gefürchteten Delirium tremens.
Das unvollständige Delir (sogenanntes „Prädelir“) zeigt vor allem gegen Abend Halluzinationen, Schlafstörungen und Schreckhaftigkeit. Der Patient schwitzt und zittert, Grand-Mal-Krampfanfälle können vorkommen.
Das eigentliche Delirium tremens macht sich bemerkbar durch Desorientiertheit, Übererregbarkeit und psychotische Erscheinungen wie illusionäre Verkennung sowie optische (gesehene) und taktile (gefühlte) Halluzinationen. Das vegetative Nervensystem entgleist, der Patient bekommt Fieber, Bluthochdruck, einen zu schnellen Puls (Tachykardie) und schwitzt sehr stark (Hyperhidrose). Zittern (Tremor) ist obligatorisch.
Sieben Prozent aller Delirien verlaufen lebensgefährlich mit schweren Kreislaufstörungen.

## Diagnostik

### Selbsteinschätzung
Häufig geht der medizinischen Diagnostik die Erkenntnis des Alkoholkranken oder -gefährdeten voraus, dass mit dem eigenen Alkoholkonsum „etwas nicht stimmt“. In dieser Phase können Selbsttests u. a. im Internet oder aus Informationsmaterial der Beratungsstellen hilfreich sein.

### Klinisch-psychologische Diagnostik
Es können vier Bereiche der klinisch-psychologischen Diagnostik bei Alkoholkranken unterschieden werden:

#### 1. Screeningverfahren
Screeningverfahren sind vor allem für die Hausarztpraxis geeignet. Sie können erste Hinweise darauf liefern, ob eine Alkoholerkrankung vorliegt. Zur Stellung einer Diagnose reichen sie nicht aus, hierzu bedarf es einer differenzierteren Diagnostik. Zudem kann davon ausgegangen werden, dass Betroffene, die ihr Alkoholproblem nicht zugeben wollen (aufgrund mangelnder Krankheitseinsicht oder Verbergungstendenzen), auch nicht „entdeckt“ werden.
- Der AUDIT-Test (Alcohol Use Disorders Identification Test) wurde von Babor und Kollegen 1992 im Auftrag der WHO entwickelt.[72] Es handelt sich um ein reines Screeningverfahren, das anhand von zehn Fragen hauptsächlich persönliche Trinkgewohnheiten erhebt.[73] Als Kurzversion für die Hausarztpraxis liegt der AUDIT-C vor, der ausschließlich die drei Konsumfragen des AUDIT beinhaltet.[74]

- Der MALT (Münchner Alkoholismustest) von Feuerlein und Kollegen[75] besteht aus zwei Teilen, einem Fremdbeurteilungsteil (Laborwerte, Entzugserscheinungen, Folgeerkrankungen etc.) und einem Selbstbeurteilungsteil. Er ist auch zur Anamneseerhebung geeignet.

- Das CAGE-Interview besteht aus vier Fragen. Liegen mindestens zwei „Ja“-Antworten vor, weist dies auf eine Alkoholabhängigkeit hin.[73]

C = Cut down: „Haben Sie (erfolglos) versucht, Ihren Alkoholkonsum einzuschränken?“
A = Annoyed: „Haben andere Personen Ihr Trinkverhalten kritisiert und Sie damit verärgert?“
G = Guilty: „Hatten Sie schon Schuldgefühle wegen Ihres Alkoholkonsums?“
E = Eye Opener: „Haben Sie jemals schon gleich nach dem Aufstehen getrunken, um ‚in die Gänge zu kommen‘ oder sich zu beruhigen?“

#### 2. Diagnostik der Entstehungsbedingungen
- Eine ausführlichere Differentialdiagnostik ist mit dem Trierer Alkoholismusinventar (TAI) möglich. Hier werden anhand von 90 Fragen sieben Dimensionen abgebildet: „Schweregrad“, „Soziales Trinken“, „Süchtiges Trinken“, „Motive“, „Schädigung“ sowie im Fall bestehender Partnerschaften „Partnerprobleme wegen Trinken“ und „Trinken wegen Partnerproblemen“.[76]
- Der Fragebogen zum funktionalen Trinken (FFT) von Beltz-Weinmann und Metzler (1997)[77] gibt Aufschluss, welche sozialen und intrapsychischen Funktionen der Alkohol übernommen hat, und liefert indirekt Informationen über die dahinterliegenden Erwartungshaltungen.
- Die Toronto Alexithymia Scale ist ein geeignetes Instrument, um alexithyme von nicht-alexithymen Betroffenen zu unterscheiden.
- Mit Hilfe des Tridimensional Personality Questionnaire (TPQ) von Cloninger kann u. a. die bei Suchterkrankten oft vorhandene Persönlichkeitseigenschaft des Sensation Seeking erfasst werden. Diese entspricht in etwa Cloningers Dimension des Novelty Seeking.
- Zur Erfassung der Stressverarbeitung des Betroffenen kann der Stressverarbeitungsfragebogen (SVF) von Janke und Kollegen eingesetzt werden.[78]
- Zur Erfassung von Auslösereizen für den Alkoholkonsum kann zudem die in der Verhaltenstherapie übliche Methode der Tagebuchführung eingesetzt werden. Dabei werden täglich die konsumierte Menge an Alkohol, Ort bzw. Auslösesituation und die persönliche Reaktion (Gedanken, Gefühle, Verhalten) notiert.[79]

#### 3. Diagnostik hirnorganischer Folgeerkrankungen
Die Diagnose von hirnorganischen Folgeerkrankungen und Komplikationen wie z. B. des Korsakow-Syndroms oder der hepatischen Enzephalopathie bedarf (neben der medizinischen Diagnostik) geeigneter neuropsychologischer Testverfahren (z. B. zur Erfassung von Aufmerksamkeits- und Gedächtnisleistungen oder exekutiver Funktionen). Die Auswahl geeigneter Testverfahren und deren Auswertung sollte von einem diagnostisch erfahrenen Psychologen bzw. Neuropsychologen durchgeführt werden. Zur Früherkennung der Hepatischen Enzephalopathie geben bspw. der Animal-Naming-Test, der Zahlen-Verbindungs-Test oder die Schriftprobe erste Anhaltspunkte.

#### 4. Diagnostik möglicher psychischer Grund- oder Begleiterkrankungen
Nicht selten liegt bei einer Alkoholkrankheit ursprünglich oder zusätzlich eine andere psychische Erkrankung vor, wie z. B. eine Angststörung, Depression oder Persönlichkeitsstörung. Die Diagnose sollte ebenfalls anhand geeigneter diagnostischer Verfahren gestellt werden, die für die jeweilige Erkrankung vorliegen.

### Laborwerte

#### Veränderungen bei chronischer Belastung der Leber
Alkohol wird in der Leber vorwiegend durch das Enzym Alkoholdehydrogenase abgebaut. Ist die Leber bei hohen Alkoholmengen mit dem Abbau überfordert, wird sie durch nicht mehr vollständig abgebaute Stoffwechselprodukte sukzessive geschädigt im Sinne einer Entzündung (toxische Hepatitis). Zunächst ist meist lediglich die Gamma-Glutamyltransferase (γ-GT) als Ausdruck des Leberzellmembranschadens erhöht. Der Anstieg der Enzyme Aspartat-Aminotransferase (GOT/ASAT, Mitochondrien + Zytoplasma, leberunspezifisch) und Alanin-Aminotransferase (GPT/ALT, Zytoplasma, leberspezifisch) dokumentieren die weitergehende Entzündung. Mit Hilfe einer Verrechnung von AST und ALT im Rahmen des de Ritis-Quotienten können andere Ursachen ausgeschlossen und es kann eine grobe Einschätzung der Schwere erfolgen. Weitere unspezifische Enzyme (Alkalische Phosphatasen (AP), Laktatdehydrogenase (LDH)) und (indirektes Bilirubin, Ammoniak) können im Verlauf ansteigen.
Bei weiterer Schädigung geht fortschreitend und irreversibel Lebergewebe unter und wird in funktionsuntüchtiges Bindegewebe umgebaut. Dies geht mit einer Störung der Eiweißsynthesefunktion und damit Abfall von u. a. Albumin und Gerinnungsfaktoren (Quick / INR, Protein C und S) einher. Auch die Entgiftungsfunktion ist dann gestört mit Anstieg von Stoffwechselprodukten wie indirektes Bilirubin und Ammoniak.

#### Nachweis von Alkoholkonsum
Beim Nachweis von Alkoholkonsum wird zwischen Zustands- und Verlaufsmarkern unterschieden.
Zu den Zustandsmarkern (state marker, Konsum in den letzten Stunden und Tagen) zählen:
- Alkohol (Ethanol): Nachweis im Blut (Blutalkohol) oder in der Atemluft (Atemalkohol).
- Ethylglucuronid (EtG): Metabolit des Alkohols, Monitoring von Alkoholkonsum in den letzten Tagen zur Abstinenzkontrolle z. B. vor Lebertransplantation, Nachweis im Urin. Hochsensitiv, problematisch, da auch die Exposition durch nicht willentlichen (unintentionellen) Konsum („alkoholfreier“ Getränke (Bier, Wein), Obstsäfte, Nahrungsmittel (z. B. Sauerkraut, Marzipan, Tiramisu), Verwendung von Desinfektionsmittel oder alkoholhaltige Mundspüllösungen) nachgewiesen werden kann. Als Cut-off für die Totalabstinenz gilt ein Wert von 0,1 mg/l EtG.
- Ethylsulfat (EtS): Metabolit des Alkohols, Abstinenzkontrolle insbesondere auch in Kombination mit EtG, Nachweis im Urin.
- Phosphatidylethanol (PEth): Metabolit des Alkohols, Abstinenzkontrolle, Nachweis im Blut, positiv bei Alkoholisierung von mehr als 0,5 ‰.

Ein indirekter Nachweis des Konsums gelingt durch die Bestimmung von Verlaufsmarkern (trait marker, Konsum in letzten Wochen und Monate):
- CDT: Langzeitmarker (ab dem fünften bis zum zirka 21. Tag nachweisbar). Die Sensitivität zum Nachweis eines Konsums ab 40 g Alkohol pro Tag ist mit 63 % nur mäßig gut, kann aber durch die Verrechnung mit γ-GT im Rahmen des Anttila-Index auf 90 % verbessert werden.[81]
- „Leberwerte“: Gamma-Glutamyltransferase (γ-GT, Sensitivität 58 %), Alanin-Aminotransferase (GPT/ALT, Sensitivität 50 %), Aspartat-Aminotransferase (GOT/ASAT, Sensitivität 47 %)[81]
- MCV: isoliert erhöht ohne relevanten Mangel an den Vitaminen B12 oder Folsäure. Sensitivität 45 %[81]
- Ethylglucuronid: s. o., Nachweis in Haaren

Der Nachweis längerer Trunkenheitsphasen gelingt über die Bestimmung von Methanol und 2-Propanol im Rahmen einer Begleitalkoholanalyse.

## Behandlung

### Entgiftung
Die Entgiftung (Alkoholentzug) erfolgt meist stationär in einer speziellen Entgiftungsstation für Alkoholkranke. Dies hat den Vorteil, dass ein großer Teil der (u. U. auch lebensbedrohlichen) Entzugssymptome unter ärztlicher Aufsicht mit Medikamenten behandelt werden kann.
In Deutschland üblich ist die Verwendung von „Distraneurin“ (Wirkstoff Clomethiazol, nicht zugelassen in Österreich) oder eines Präparates vom Benzodiazepin-Typ (etwa Diazepam, Clorazepat, Oxazepam) sowie oftmals blutdrucksenkende Mittel der Wirkstoffgruppe der Imidazoline (etwa Clonidin). Unterstützend werden meist auch sedierende trizyklische Antidepressiva und nieder- oder mittelpotente Neuroleptika verabreicht. Im Delirium tremens erhält der Patient ein hochpotentes Antipsychotikum, etwa Haloperidol. Alternativ zu Clomethiazol oder Benzodiazepinen ist auch das sogenannte TT-Schema üblich, bei dem das Neuroleptikum Tiaprid und das Antiepileptikum Carbamazepin gegeben werden. Um die Gefahr von Krampfanfällen zu reduzieren, empfiehlt sich die Verwendung eines Antiepileptikums, wobei sowohl Clomethiazol als auch die Benzodiazepine selbst schon antiepileptisch wirken. Hat der Patient den Entzug überstanden, ist sein Körper vom Alkohol entgiftet. Die Sucht als solche ist damit allerdings noch nicht ausreichend bekämpft. Deshalb wird in der Klinik oft eine Langzeittherapie eingeleitet und der Kontakt mit Beratungsstellen und Selbsthilfegruppen geknüpft.

### Psychotherapie

#### Rahmenbedingungen
Die psychotherapeutische Behandlung kann stationär (i. d. R. Langzeit-Entwöhnungstherapie) und/oder ambulant erfolgen.
Häufig empfiehlt es sich, vor einer ambulanten Psychotherapie eine stationäre Behandlung in Erwägung zu ziehen. Empfohlen wird eine stationäre Therapie vor allem dann, wenn Psyche, Körper oder sozialer Bereich schwer gestört sind, der Patient von seinem Umfeld nicht ausreichend gestützt wird oder werden kann, keine berufliche Integration besteht, die Wohnsituation nicht gesichert ist oder der Alkoholiker während ambulanter oder teilstationärer Behandlung zu Rückfällen neigt.
Entsprechende Therapien werden meist in speziellen Suchtkliniken als Langzeit- (10–16 Wochen) oder Kurzzeittherapie durchgeführt.
Ambulante Psychotherapien (Psychoanalyse, tiefenpsychologisch fundierte Psychotherapie und Verhaltenstherapie) werden in Deutschland seit 1996 von Kostenträgern (Krankenkassen) übernommen. Voraussetzung für die ambulante Behandlung war bisher eine mittelfristige Abstinenz von mindestens zwei bis drei Monaten. Am 14. April 2011 beschloss der Gemeinsame Bundesausschuss, dass Alkoholkranke in Zukunft nicht mehr abstinent sein müssen, um eine Psychotherapie zu beginnen, wenn die Abstinenz auch kurzfristig (d. h. in maximal zehn Behandlungsstunden) ohne Entgiftungsbehandlung zu erreichen ist. Dies ist nach Ende der zehn Behandlungsstunden durch eine ärztliche Bescheinigung (die nicht vom Therapeuten selbst ausgestellt werden darf) anhand „geeigneter Mittel“ (i. w. Laborparameter) festzustellen, anderenfalls muss die Therapie beendet werden. Bei Rückfällen müssen „unverzüglich geeignete Behandlungsmaßnahmen zur Erreichung der Suchtmittelfreiheit bzw. Abstinenz“ ergriffen werden.
Erste Anlaufstellen für ambulante oder stationäre Therapie sind Suchtberatungsstellen oder psychosoziale Beratungsstellen. Auch Gesundheitsämter können weiterhelfen.

#### Motivierende Gesprächsführung
Die motivierende Gesprächsführung (motivational interviewing) ist eine klientenzentrierte, aber direktive Technik zum Aufbau einer intrinsischen Motivation zur Abstinenz. Sie ist daher vor allem in der Phase von Bedeutung, in der der Alkoholkranke selbst noch kein Problembewusstsein entwickelt hat oder zur Abstinenz ambivalent ist (siehe auch den Abschnitt Veränderungsmodell nach Prochaska und DiClemente in diesem Artikel).

#### Kognitive Verhaltenstherapie
Bei der Behandlung von Alkoholkranken können u. a. folgende kognitiv-verhaltenstherapeutische Strategien zum Einsatz kommen:
- Expositions- bzw. Alkoholablehnungstraining
- Herausarbeiten der individuellen Erwartungshaltungen
- Kognitives Umstrukturieren
- Erkennen internaler Auslöser
- Bewältigungsstrategien für den Umgang mit internalen Auslösern entwickeln
- Generalisierungen auflösen
- Entspannungstraining

bei Alexithymie:
- kognitives Differenzieren von Gefühlen
- Wahrnehmungs- und Verbalisierungsübungen (Erlebnis-/gefühlaktivierende Maßnahmen, Finden von Ausdrucksmöglichkeiten)

bei Sensation Seeking:
- Entwickeln eines neuen Freizeitverhaltens
- Stimulus-Ersatz für „Drogen-High“ suchen

#### Psychoanalyse und tiefenpsychologisch fundierte Psychotherapie
Psychodynamische Psychotherapien gehen davon aus, dass unbewusste Konflikte und Defizite im Strukturniveau die Ursachen für psychische Erkrankungen sind. Ziel einer Therapie ist es, Defizite auszugleichen und dem Betroffenen seine Konflikte bewusst zu machen. Für die Sucht sehen psychoanalytische Theorien unterschiedliche Ursachen an. So wird die Sucht häufig als Abwehr gegen eine Depression verstanden. Aber auch psychotraumatische Ursachen können aus Sicht der Psychoanalyse eine Sucht unterstützen.

#### Weitere Psychotherapiemethoden
Psychoedukation ist in der Regel Teil jeder Psychotherapie und bedeutet Aufklärung des Patienten über seine Krankheit und deren Auswirkungen auf seinen Körper, seine Psyche und die seines Umfeldes sowie die Auswirkungen auf die Gesellschaft. Das Verstehen der Alkoholkrankheit durch den Patienten ist eine wichtige Voraussetzung für deren Bekämpfung. Auch kann so ein sich anbahnender Rückfall frühzeitig und besser erkannt werden. Die Motivation steigt, sich selbst und anderen keinen Schaden durch den Alkoholismus mehr zufügen zu wollen.
Paar- und Familientherapie:
Die partnerschaftliche Beziehung und eventuell vorhandene Kinder haben unter dem Alkoholismus des Menschen in der Regel schwer gelitten. Unzuverlässigkeit, Unberechenbarkeit und eventuell Gewalt sowie die Co-Abhängigkeit haben das Vertrauen erschüttert und die Familie belastet und erschüttert. Die Therapie hilft nicht nur der Familie, sich selbst wieder zu stabilisieren, sondern auch dem Alkoholiker, ein sicheres und stabiles Umfeld zu bieten.
Veränderung kognitiver Verzerrungen: Die Modifikation kognitiver Verzerrungen, einschließlich der therapeutischen Variante des Approach-Avoidance Task und der Selbsthilfe-Technik Retraining in sensu, konnten in kontrollierten Studien eine gewisse Wirksamkeit bei der Reduzierung des Verlangens nach Alkohol zeigen.

### Selbsthilfegruppen
Seit vielen Jahren haben sich Selbsthilfegruppen wie Anonyme Alkoholiker, Blaues Kreuz, Guttempler oder Kreuzbund bewährt. Hier treffen sich in regelmäßigen Abständen trockene und auch nicht-trockene Alkoholiker, die über ihr gemeinsames Problem (und ihre persönlichen Probleme) sprechen. Beim Kreuzbund e. V. wird auch die Familie miteinbezogen. Selbsthilfegruppen wirken sehr unterstützend auf den Therapieerfolg. Manchmal können sie sogar als Alternative zur klassischen Therapie in Betracht kommen, besonders, wenn der Patient genügend Rückhalt durch Familie und Freunde hat.
Alkoholabhängigkeit ist immer auch Interaktion mit den Mitmenschen. Diese sind deshalb in die Behandlung einzubeziehen. Lebenspartner, Kinder und ggf. Kollegen spielen bei der Änderung auch des eigenen Verhaltens eine wichtige Rolle. Auch für Angehörige und Freunde von Alkoholikern gibt es Selbsthilfegruppen, sowohl gemeinsam mit wie auch getrennt von den Selbsthilfeangeboten für Alkoholkranke, etwa Al-Anon.
Das Zwölf-Schritte-Programm der Anonymen Alkoholiker hat auch in Kliniken Einzug gehalten. Dessen Ansatz ist ein Weg zur geistigen Gesundung über einen verhaltensbezogenen, kognitiven und spirituellen Weg. Bei Schwerabhängigen (soweit man davon sprechen kann) ohne psychische Begleitkrankheiten zeigt sich hier eine Überlegenheit gegenüber der kognitiven Verhaltenstherapie.

### Forschungsgeschichte
Laut einer retrospektiven Analyse von sechs Studien der 1960er und 1970er Jahre besitzt LSD Potenzial im Rahmen einer psychotherapeutischen Behandlung der Alkoholkrankheit. Die mit einbezogenen LSD-Studien sind jedoch zeitlich früher anzusiedeln, als die modernen Techniken der Psychotherapie und daher in ihrer Wirksamkeit nicht vergleichbar mit dieser.
Seit dem weltweiten Verbot der verbreitetsten Halluzinogene, infolge des War on Drugs des ehemaligen US-Präsidenten Richard Nixon ab den 1960er Jahren, war die Durchführung solcher Psychotherapien kaum noch möglich.

### Veränderungsmodell von Prochaska und DiClemente
Prochaska und DiClemente postulierten in ihrem transtheoretischen Modell (TTM) fünf Phasen, die ein Alkoholkranker auf dem Weg aus der Abhängigkeit durchläuft. Dabei wird davon ausgegangen, dass der Ausstieg aus der Abhängigkeit oft erst nach mehreren Anläufen gelingt. Es handelt sich um ein zirkuläres Modell, der Kreislauf kann mehrfach durchlaufen werden.
1. Phase der Vorüberlegung (Precontemplation): Der Alkoholkranke schätzt sich in dieser Phase noch nicht als abhängig ein. Eine Behandlung erfolgt höchstens auf äußeren Druck, der Behandlungserfolg ist wahrscheinlich nicht von Dauer (wenn er dabei nicht in Phase 2 übergeht).
2. Phase des Nachdenkens (Contemplation): Der Betroffene beginnt, über seinen Alkoholkonsum nachzudenken, wägt die Vorteile der Abstinenz (z. B. bessere Leberwerte, wieder akzeptiert werden) mit deren Kosten ab (z. B. Unsicherheit in Gesellschaft, Gefühle der Einsamkeit). Diese Phase ist in der Regel mit großer Ambivalenz, einem innerlichen Hin- und Hergerissensein, verbunden.
3. Phase der Entscheidung (Preparation): Es kommt zu einem Entschluss, und Verhaltensziele des Trinkverhaltens werden festgelegt, z. B. völlige Abstinenz, kontrolliertes Trinken, oder weiterzumachen wie bisher. Konkrete Hinweise auf Handlungsmöglichkeiten sind in dieser Phase für den Betroffenen hilfreich.
4. Umsetzungsphase (Action): Der Entschluss wird in die Tat umgesetzt (z. B. Entgiftung, Besuch einer Selbsthilfegruppe, Suche eines „trockenen“ Umfelds). Diese ersten Schritte sagen jedoch noch nicht viel über den Bestand der Veränderung aus.
5. Phase der Aufrechterhaltung (Maintenance): Es kommt zu ersten Konfrontationen mit schwierigen „Versuchungssituationen“, in denen die vorher getroffene Entscheidung möglicherweise wieder in Frage gestellt werden kann. In dieser Phase geht es also darum, den Weg zu festigen, die Veränderungen stabil aufrechtzuerhalten, damit ein dauerhafter Ausstieg (Termination) aus der Abhängigkeit erreicht wird. Alternativ kommt es zum Rückfall (Relapse). Hierbei wird der Rückfall nicht als Misserfolg, sondern als Lernmöglichkeit angesehen. Dies setzt voraus, dass der Betroffene sich mit der Rückfallsituation auseinandersetzt und weiter aktiv an der Umsetzung seiner Entscheidung (Abstinenz) arbeitet.[93]

## Postakutbehandlung (Entwöhnungstherapie)
Postakute Behandlungen umfassen meist Maßnahmen der Entwöhnung von Alkohol zum Erhalt, der Verbesserung oder zur Wiederherstellung der Funktions- und Leistungsfähigkeit des chronisch Alkoholkranken in Alltag und Beruf. Zielgruppe sind Menschen mit schädlichem Gebrauch von Alkohol (F10.1) und Alkoholabhängigkeit (F10.2). Allerdings kommen nur 3 % aller Alkoholabhängigen in eine solche Therapie.
Sie besteht aus Langzeitentwöhnung einerseits und Persönlichkeitsentwicklung und sozialem Training andererseits. Dazu wird zunächst eine gründliche Anamnese der Suchtgeschichte und des Suchtverhaltens, aber auch weiterer begleitender Störungen erstellt.
Stationäre Therapien finden meist in Gruppen- und gelegentlich Einzelgesprächen statt. Sie werden von Sozialpädagogen, Psychiatern, Psychotherapeuten, Ergotherapeuten, Heilpraktikern und Pfarrern durchgeführt.
Die wesentliche und notwendige Erkenntnis in der Therapie ist, dass der Zustand der „Alkohollosigkeit“ zwingende Voraussetzung für die „Trockenheit“ ist, dass die eigentliche Trockenheit durch persönliche und soziale Entwicklung erreicht wird und dies ein lebenslanger Prozess ist. Um dieses „Lebenslänglich“ etwas weniger unerreichbar scheinen zu lassen, propagieren Selbsthilfegruppen wie die Anonymen Alkoholiker, sich für jeweils vierundzwanzig Stunden vorzunehmen, nicht zu trinken.
Im Rahmen einer Entwöhnungstherapie alkoholbezogener Störungen (evidenzbasierte Leitlinien der Arbeitsgemeinschaft der Wissenschaftlichen Medizinischen Fachgesellschaften) können auch niedergelassene Psychologische Psychotherapeuten die Alkoholkrankheit behandeln.
Die Therapeutische Gemeinschaft bezeichnet die Gesamtheit der an der Therapie beteiligten Personen, d. h. Ärzte, Psychotherapeuten, Pflegekräfte, Sozialarbeiter usw. sowie der Patienten. Durch sie soll ein soziales Klima entstehen, welches die Aufarbeitung der Probleme ermöglicht.
In der Praxis werden tägliche Gesprächsrunden (oft morgens) geführt, zudem hat die Gruppentherapie einen hohen Stellenwert. Die Patienten bekommen Aufgaben im Klinikalltag (Tische decken, Gartenarbeit und ähnliches). Oft wählen Patienten auch einen Sprecher, der ihre Anliegen vorbringt. Dadurch wird die Eigen- und Fremdverantwortung gefördert.
Wesentliche Methoden sind: therapeutische Gemeinschaft, soziales Kompetenztraining, Selbsthilfegruppe und die medikamentöse Therapie.
Unabdingbar ist dabei eine soziale Einbindung (etwa durch Arbeitsplatz, Familie, Freundes- und Bekanntenkreis, Selbsthilfegruppe).
Die Verhaltenstherapie geht davon aus, dass Verhalten erlernt wird. Sie versucht daher, durch die Erkenntnisse der Lerntheorien Einfluss auf das Verhalten zu nehmen. Die Kognitive Verhaltenstherapie ist hierbei eine Gruppe von Psychotherapiemethoden, die auch kognitive Elemente enthält. In der Verhaltenstherapie werden einige Methoden auch bei Suchterkrankungen, wie der Alkoholkrankheit angewendet.
Beim Training sozialer Kompetenzen wird versucht, die sozialen und zwischenmenschlichen Kompetenzen eines Betroffenen zu erhöhen. Hierzu stehen einige standardisierte Methoden zur Verfügung. Die Erhöhung der Kompetenzen in diesem Bereich soll den Betroffenen dazu befähigen, besser mit den Beziehungen zu anderen umgehen zu können. Zu den trainierten Kompetenzen gehört etwa auch der Umgang mit Konflikten.
Die Selbstmanagement-Therapie soll den Betroffenen darin bestärken, sein Verhalten selbst besser kontrollieren zu können. Sie kann nicht in Selbstbehandlung (= „Eigenregie“) erfolgen – was die Begriffe „Selbstmanagement“ und „Zeitmanagement“ (= Managen der eigenen Person beziehungsweise des eigenen Handelns) fälschlich suggerieren.
Der Patient durchläuft mit Hilfe des Therapeuten einen definierten psychotherapeutischen Prozess.

### Medikamente bei der Alkoholentwöhnung
Bei Alkoholkranken ist die Übertragung vieler Botenstoffe im Gehirn gestört. Beispielsweise erhöht sich die Anzahl der Glutamat-Bindungsstellen. Daher wird versucht, dort mit verschiedenen Medikamenten regulierend einzugreifen und so die psychischen Entzugserscheinungen zu mildern. Andererseits wird mit Medikamenten wie Disulfiram eine Abneigung gegen Alkohol erzeugt.
 Acamprosat 
Acamprosat (Campral in D,A,CH) wird als Anti-Craving-Substanz eingesetzt. Es dämpft die durch Überschuss an Glutamat bedingte Übererregbarkeit des Gehirns und greift in das Belohnungssystem ein (Belohnungsgefühl durch Alkohol bleibt aus). In verschiedenen Studien war Acamprosat gegenüber Placebo deutlich wirksam. Allerdings sprechen längst nicht alle Patienten darauf an.
 Naltrexon 
Naltrexon, ebenfalls eine Anti-Craving-Substanz, ist ein ursprünglich zum Opioid-Entzug verwendetes Medikament. Es wurde im Jahr 2010 zur Rückfallverhütung zugelassen. Es wird erfolgreich eingesetzt. Alkoholiker, die mit Naltrexon behandelt werden bleiben zu etwa 30 % mehr trocken als die nichtbehandelte Kontrollgruppe.
Disulfiram
Einen anderen Ansatz hat das schon sehr lange eingesetzte Disulfiram (Antabus). Durch Hemmung des Enzyms Aldehyddehydrogenase, welches beim Abbau des Alkohols benötigt wird, steigt bei Konsum von Alkohol der Spiegel von Acetaldehyd. Das verursacht Vergiftungserscheinungen wie schwere Kopfschmerzen und Brechreiz. Das soll das Trinken unmöglich machen. Die Vergiftung kann aber auch vital gefährlich werden.
Antidepressiva
Aktuell wird untersucht, ob Medikamente, die in den Stoffwechsel des Botenstoffs Serotonin eingreifen (z. B. Serotoninwiederaufnahmehemmer wie etwa Fluoxetin), zur Behandlung der Alkoholabhängigkeit geeignet sind.
Unabhängig davon ist eine Therapie mit diesen sinnvoll, wenn als Begleiterkrankung eine Depression vorliegt. Dabei ist es unerheblich, ob sie vorher schon bestand oder erst durch die Alkoholkrankheit ausgelöst wurde. Eine ausgeglichene Stimmung ist sehr wichtig für die künftige Trockenheit.

### Weitere medizinische Verfahren
Aktuell erhoffen Forscher Erfolge bei der Suchtbekämpfung durch die körpereigene Substanz GDNF, die direkt ins Gehirn gespritzt helfen soll, um das Verlangen nach Alkohol zu stoppen. Bislang verliefen Tests an Ratten, denen der Wachstumsfaktor injiziert wurde, erfolgreich. Man hofft, diese Erkenntnis auch auf den Menschen übertragen zu können, da der Alkoholsucht bei Ratten ähnliche Prozesse zugrunde liegen wie bei Menschen.
Zur Behandlung bei Suchtkrankheiten werden auch Akupunktur und Ohrakupunktur angewendet. Ein wissenschaftlicher Nachweis der Wirksamkeit steht jedoch aus. Eine leichte Verbesserung des Therapieerfolgs wurde zwar festgestellt, wird aber bisher auf die durch die Akupunktur entstehende Bindung des Klienten an den Therapeuten zurückgeführt.
Als wirkungsvoll wird von einigen Forschern auch die Einnahme von Medikamenten eingeschätzt, die bewirken, dass nach dem Trinken die Euphorisierung ausbleibt.

## Rückfall

### Formen
Es kann zwischen verschiedenen Formen des Rückfalls unterschieden werden:
Enge RückfalldefinitionHier wird jeglicher Konsum des Suchtmittels nach einer Phase der Abstinenz als Rückfall angesehen.
Trockener RückfallDer Betroffene fällt in sein altes Verhalten (z. B. Großspurigkeit, Sprunghaftigkeit, rigide und schnelle Urteile über andere) zurück, ohne jedoch zu trinken.
Fehltritt (lapse)Kurzfristiger und geringfügigerer Alkoholkonsum, der (bei ernsthafter Reflexion und Anknüpfen an die Abstinenz) ein einmaliger Vorfall bleiben kann.
Schwerer Rückfall (relapse)Rückfall in alte Trinkmuster in Bezug auf Menge, Trinkfrequenz und Trinkdauer.
Schleichender RückfallHier steht am Anfang der Versuch, kontrolliert zu trinken. Nach scheinbarem Erfolg kommt es jedoch zu einem Abrutschen in alte Trinkgewohnheiten mit zunehmenden körperlichen und psychischen Entzugserscheinungen.

### Ursachen

#### Klassische Konditionierung
Nach dem Konzept der Klassischen Konditionierung wird davon ausgegangen, dass der Rückfall durch eine konditionierte Entzugserscheinung ausgelöst werden kann. Während der Zeit des Substanzmissbrauchs werden die körperliche (entzugsbedingte) Stoffwechselstörung (unkonditionierter Reiz) und das dabei empfundene Bedürfnis nach Alkohol (unkonditionierte Reaktion) mit den in der jeweiligen Situation regelmäßig auftretenden Reizen (z. B. Stimmungen, Umgebungssituationen, Personen) verknüpft. Ist diese Verbindung einmal etabliert (konditioniert), reicht es aus, dass der Alkoholkranke diesen entsprechenden Reizen (z. B. bestimmte Kneipe, konditionierter Reiz) ausgesetzt ist, damit das Bedürfnis nach Alkohol (konditionierte Reaktion, Substanzverlangen) auftritt. Die körperliche Grundlage (Stoffwechselstörung) muss dazu nicht mehr vorhanden sein. Die konditionierte Entzugserscheinung wurde zum diskriminativen Hinweisreiz (d. h., es wurde gelernt, dass in dieser Situation Alkoholkonsum zur Beseitigung der negativen Empfindungen führt, vgl. operante Konditionierung). Dies erklärt, warum es auch nach langen Jahren der Abstinenz in bestimmten Situationen zum Rückfall kommen kann. Diese Theorie liefert jedoch noch keine Erklärung dafür, warum nicht jeder konditionierte Reiz automatisch zu einem erneuten Konsum führt und warum es nicht bei jedem Fehltritt zum Rückfall kommt.

#### Kognitiv-behaviorales Rückfall-Modell von Marlatt und Gordon
Marlatt und Gordon (1985) gehen davon aus, dass ein Rückfall nicht plötzlich auftritt, sondern sich über längere Zeit vorbereitet. In ihrem Modell greifen sie auf Konzepte der sozialkognitiven Lerntheorie von Bandura zurück.
Das Modell beinhaltet folgende Komponenten, die die Wahrscheinlichkeit eines Rückfalls beeinflussen:
1. Konfrontation mit einer Risikosituation (high risk situation, z. B. negative Gefühle, soziale Konflikte oder soziale Verführung)
2. Bewältigungsstrategien (coping response) für den Umgang mit der Risikosituation
3. Einschätzung der eigenen Fähigkeiten zur Bewältigung der Situation (Selbstwirksamkeitserwartung, self-efficacy)
4. Erwartungen zur unmittelbaren Wirkung des Alkohols (Ergebniserwartung, outcome-expectancies)
5. Abstinenz-Verletzungs-Effekt (abstinence violation syndrome).

Ist der Betroffene einer Risikosituation ausgesetzt, wird er diese entweder bewältigen (Coping) oder nicht. Die Bewältigung führt zu einer erhöhten Selbstwirksamkeitserwartung und insgesamt zu einer geringeren Wahrscheinlichkeit eines Rückfalls.
Wird die Situation nicht bewältigt, kommt es zu einer Abnahme der Selbstwirksamkeitserwartung, die Situation ohne Alkohol in den Griff zu kriegen. Positive Erwartungen an den Substanzkonsum (z. B. „dann werde ich mich besser fühlen“) werden aktualisiert, und es kommt zum Substanzkonsum (lapse). Infolge kann es zu einer problematischen psychischen Verarbeitung, dem Abstinenz-Verletzungs-Effekt (abstinence violation effect) kommen. Durch den Vorfall (lapse) kommt es zum Widerspruch (kognitive Dissonanz) zwischen dem Selbstbild des Betroffenen („Ich will abstinent leben“) und dem konkreten Verhalten (Alkoholkonsum). Dieser Konflikt kann nur durch die Änderung des Verhaltens (Abstinenz) oder des Selbstbildes („Ich bin eben ein Trinker“) aufgelöst werden. Im letzteren Fall sieht man sich selbst als Ursache für das Trinken (internale Attribution: „Ich bin ein Versager“), was zu Selbstwertminderung, Schuld und Schamgefühlen und letztlich einer erhöhten Wahrscheinlichkeit für einen vollständigen Rückfall (relapse) führt. Gelingt es demjenigen jedoch, den Fehltritt „konstruktiv“ zu verarbeiten (z. B. „das ist jetzt keine Katastrophe, ich kann daraus lernen und es beim nächsten Mal anders machen“), kann der Rückfall u. U. aufgefangen werden und zum Vorfall (prolapse) werden. D. h. es kommt zur Rückkehr auf den Weg zur Abstinenz. Kognitive Faktoren spielen nach Marlatt und Gordon eine entscheidende Rolle bei der Rückfallprävention.
Als weiterer Risikofaktor wird ein dauerhaft unausgeglichener Lebensstil (unbalanced lifestyle) beschrieben, bei dem die täglichen Belastungen nicht durch stabilisierende Aktivitäten oder Entlastungsmöglichkeiten ausgeglichen werden. Hierzu zählt auch die Rückkehr zu ungünstigen Gewohnheiten, wie z. B. sozialer Rückzug oder häufiger Fernsehkonsum, was zu Unzufriedenheit und dem Wunsch nach unmittelbarer Bedürfnisbefriedigung führen kann.
Das Modell bietet verschiedene Ansatzpunkte für die Prävention von Rückfällen im Rahmen einer kognitiv-verhaltenstherapeutischen Behandlung (z. B. Änderungen des Lebensstils, Erlernen von Bewältigungsstrategien oder kognitive Umstrukturierung).

## Abstinenz
Trockenen, also vom Alkohol abstinent lebenden Alkoholkranken wird von Fachkliniken, Selbsthilfegruppen und Therapeuten totale Abstinenz von allen alkoholhaltigen Lebensmitteln empfohlen, weil laut Erfahrungsberichten schon geringe Mengen Alkohol das Verlangen nach mehr auslösen können. So kann der alte Kreislauf von Abhängigkeit neu entstehen; manchmal reicht eine Praline mit Alkohol aus. Das kann sogar nach Jahrzehnten der Abstinenz geschehen.
Das gilt auch für „alkoholfreies Bier“ und andere Getränke wie Wein oder Sekt, die als alkoholfrei verkauft werden. Diese enthalten oft bis zu 0,5 Prozent Alkohol; dies braucht aber nach derzeitigen Vorschriften nicht deklariert zu werden. Zudem können auch Geschmack und Geruch sowie die äußerliche Ähnlichkeit ein Alkoholverlangen auslösen. Ein bis zu 0,5-prozentiger Alkoholgehalt findet sich als natürliches Nebenprodukt ungekennzeichnet teilweise auch in Fruchtsäften aufgrund deren natürlicher Gärung.
Wichtig ist auch, ob der Alkohol bewusst oder unbewusst eingenommen wird. Entscheidet sich der Alkoholiker, etwas zu sich zu nehmen, obwohl es Alkohol enthält, ist der Rückfall wahrscheinlicher als bei einem reinen „Unfall“.

## Kontrolliertes Trinken
Ein anderer Ansatz in der Behandlung der Alkoholkrankheit ist das kontrollierte Trinken, im deutschen Sprachraum propagiert vor allem durch Joachim Körkel. Mit einem „10-Schritte-Programm“ soll der Kranke unter anderem die Rahmenbedingungen überprüfen, ein Trinktagebuch führen und seine Trinkziele festlegen.
Dieser Ansatz wird vielfach kritisiert. Der Begriff „kontrolliertes Trinken“ sei nicht eindeutig definiert und werde nur von zwei bis fünf Prozent der Abhängigen über Jahre durchgehalten. Lediglich noch nicht abhängige Personen könnten dieses Ziel mit höherer Wahrscheinlichkeit erreichen. Das kontrollierte Trinken könne daher als generelles Behandlungsprinzip für Alkoholabhängige nicht empfohlen werden.

## Prognose
Eine wesentliche Voraussetzung für den Therapieerfolg ist die Motivation des Abhängigen. Je eher die Alkoholkrankheit behandelt wird, desto besser ist die Erfolgsaussicht. Patienten, die den starken Wunsch haben, mit dem Trinken aufzuhören, haben in der Regel weit bessere Chancen, abstinent zu werden und zu bleiben, als solche, die das Ausmaß ihres Alkoholproblems noch nicht realisiert haben. Vor allem im ersten halben Jahr nach einer Entgiftung ist die Wahrscheinlichkeit sehr hoch, rückfällig zu werden. Entwöhnungstherapie bessert die Chancen erheblich. Etwa 15 Prozent schaffen es, langfristig abstinent zu bleiben, während bis zu 85 Prozent aller nur entgifteten alkoholabhängigen Patienten rückfällig werden. Die unterstützende Behandlung mit Medikamenten (Anti-Craving-Substanzen) (siehe dort) nach Langzeittherapie verspricht noch bessere Erfolge.
Schwere Rückfälle machen erneuten Entzug mit anschließender Therapie unumgänglich. Viele Patienten gelangen erst nach mehreren Therapiemaßnahmen zur stabilen Abstinenz.

## Vorbeugung
Angesichts der weiten Verbreitung der Alkoholkrankheit und der daraus entstehenden Folgen entwickelten Anfang der 1970er Jahre erste Firmen Alkoholpräventionsprogramme. In vielen, aber noch nicht allen Betrieben gibt es Ansprechpartner, oft aus dem Kreis der Belegschaft, als betriebliche Suchthelfer und Suchtbeauftragte mit entsprechenden Fort- und Weiterbildungen, die zusammen mit dem Betriebsarzt arbeiten. Sie können Partner für vertrauliche Gespräche sein, aber auch bei disziplinarischen Gesprächen mit auffällig gewordenen Mitarbeitern und deren Vorgesetzten zugegen sein und über das weitere Vorgehen mitberaten. Zum Beispiel hat die Universität Münster eine detaillierte Dienstvereinbarung, wie im Falle von suchtauffälligen Mitarbeitern vorgegangen wird.
In vielen europäischen Ländern laufen koordinierte Aufklärungskampagnen zum Thema Alkohol, in Deutschland ist z. B. bekannt: „Alkohol? Kenn Dein Limit!“
Experten der Weltgesundheitsorganisation stellten fest, dass hohe Alkoholpreise den Alkoholkonsum von Jugendlichen vermindern (siehe auch: Alkoholmissbrauch bei Jugendlichen). Auch das Binge Drinking, d. h. Trinkgelage und exzessives Rauschtrinken, werden dadurch reduziert. Ein komplettes Verbot (Prohibition) löse das Problem nachweislich nicht: Die Prohibition in den Vereinigten Staaten hat gezeigt, dass Schmuggel und Schwarzbrennerei diese unterwandern können und werden, und dass der Alkoholkonsum in der Illegalität deutlich schwerer zu kontrollieren ist. Die Kommission sieht die Werbung für alkoholische Getränke als sehr problematisch an. Auch die Verknüpfung mit Sponsorschaften und andere positive Darstellungen von Alkohol fördern den Konsum.

## Verbreitung und Ausmaß

### Weltweit

Verlorene Lebensjahre (DALY = disability-adjusted life years) pro Million Einwohner durch Alkoholmissbrauch nach Daten der WHO 2012
234 – 806
814 – 1.501
1.551 – 2.585
2.838 (Indien)
2.898 – 3.935
3.953 – 5.069
5.168 (VR China)
5.173 – 5.802
5.861 – 8.838
9.122 – 25.165

Pro-Kopf-Konsum von Reinalkohol in Litern bei über 15-Jährigen

Alkohol ist die Droge, die am häufigsten zu einer behandlungsbedürftigen Abhängigkeitsentwicklung führt.
Die Medizin und andere Wissenschaften sind sich einig, dass Alkoholismus eine Krankheit ist. Beispielsweise nennt die American Medical Association Alkohol explizit eine Droge und urteilt, dass Drogenabhängigkeit eine chronische, wiederkehrende Krankheit des Gehirns ist, beschrieben durch zwanghafte Suche nach der Droge und deren Gebrauch trotz oft verheerender Folgen.
Männer sind seit jeher weitaus häufiger betroffen als Frauen, allerdings hat der Anteil der Frauen in den vergangenen Jahrzehnten zugenommen.

### Europäische Union
7,4 % der gesundheitlichen Störungen und vorzeitigen Todesfälle in Europa werden auf Alkohol zurückgeführt. Damit steht er an dritter Stelle als Ursache für vorzeitiges Versterben nach Tabakkonsum und Bluthochdruck. Er ist zugleich die häufigste Todesursache bei jungen Männern in der EU. Geschätzt wird, dass ca. 55 Millionen Menschen in der EU Alkohol in riskanter Weise konsumieren (ICD-10: F10.1) und weitere 23 Millionen abhängig sind. In der Region wird mit elf Litern reinem Alkohol pro Kopf doppelt so viel getrunken wie im weltweiten Durchschnitt. Der Anstieg des Binge Drinking (Komasaufen) unter Jugendlichen zwischen 1997 und 2007 ist dramatisch. Auch unter Erwachsenen wird es vermehrt praktiziert. Nach einer Erhebung der WHO im Jahr 2003 beschrieben sich über 38 % der männlichen Trinker in Polen und 30 % der männlichen Trinker in Ungarn als wöchentliche Binge Drinker, in Großbritannien sind es 24 %, in Spanien hingegen nur 8,5 %. Alkohol und seine Folgekrankheiten verursachen in diesem Gebiet etwa 195.000 Tote jährlich.

#### Deutschland
Die erste (bekannt gewordene) Welle hohen Alkoholkonsums war in Deutschland die sogenannte Branntweinpest im 19. Jahrhundert. Bis heute schwankt der Verbrauch und wird häufig unterschätzt. Nachdem zu Beginn der 1990er Jahre der absolute Alkoholverbrauch pro Kopf zurückgegangen war, hat er sich aktuell (Stand 2014) bei etwas unter zehn Litern pro Kopf und Jahr stabilisiert. Damit steht Deutschland international in der Spitzengruppe. Die Deutsche Hauptstelle für Suchtfragen (DHS) nannte für 2009 (in ihrem Jahrbuch 2011) folgende Zahlen: 73.000 vorzeitige Todesfälle durch Alkohol; Jahresverbrauch an reinem Alkohol pro Kopf (vom Baby bis zum Greis) 9,7 Liter. Die WHO dagegen gibt für 2010 einen durchschnittlichen Alkoholkonsum von 11,8 Litern an. Im internationalen Vergleich belegt Deutschland damit bezogen auf den durchschnittlichen Alkoholkonsum weltweit Platz 23 und im europäischen Vergleich den 19. Platz.
Nach aktuellen Schätzungen gibt es zwischen 1,3 und 2,5 Millionen alkoholabhängige Menschen in Deutschland, davon 30 Prozent Frauen. Die Drogenbeauftragte der Bundesregierung geht in ihrem Suchtbericht 2013 von etwa 9,5 Millionen Menschen in Deutschland aus, welche die als im Wesentlichen als unbedenklich eingestufte Alkoholmengen überschreiten, von denen etwa 1,3 Millionen Menschen bereits eine Alkoholabhängigkeit aufweisen. Laut einer Auswertung von Krankenkassen-Daten wurden 2022 etwa 1,5 Millionen Personen ambulant oder stationär wegen einer Alkoholsucht behandelt.
Quellen beziffern die Zahl der Toten durch Alkoholkonsum unterschiedlich. Das Statistische Bundesamt zählte im Jahr 2000 16.000 Tote durch Alkoholkonsum; dabei trat der Tod in 9550 Fällen durch Leberzirrhose ein. Das Deutsche Rote Kreuz berichtet von 40.000 Todesfällen, davon 17.000 an Leberzirrhose. Der Drogen- und Suchtbericht 2009 der Drogenbeauftragten der deutschen Bundesregierung spricht sogar von mindestens 73.000 Toten als Folge übermäßigen Alkoholkonsums in Deutschland (zum Vergleich: Drogentod durch illegale Drogen = 1477 Fälle, Tod als Folge des Tabakrauchens = 110.000 Fälle).
Nach einer Studie der Berliner Charité trinken 58 % aller Frauen während der Schwangerschaft Alkohol. 10.000 Kinder pro Jahr kommen alkoholgeschädigt zur Welt, davon 4.000 mit dem Vollbild des fetalen Alkoholsyndroms (FAS). Man schätzt, dass etwa 250.000 Kinder, Jugendliche und junge Erwachsene unter 25 Jahren stark alkoholgefährdet oder schon abhängig sind. Nach einer Befragung aus dem Jahre 2008 konsumieren 6,8 % der Jugendlichen zwischen 12 und 17 Jahren eine selbst für Erwachsene riskante Alkoholmenge.
Das Robert Koch-Institut schätzte 2002 den jährlichen volkswirtschaftlichen Schaden auf 20 Milliarden Euro; Michael Adams schätzt die direkten Kosten bei Alkoholsucht (Behandlungskosten der verursachten Krankheiten) auf zehn Milliarden Euro, die Folgekosten (Arbeitsausfall, Frührente, Krankentagegeld) belaufen sich auf 16,7 Milliarden Euro.
Andere Schätzungen kommen auf 15 bis 40 Milliarden Euro. Dem stehen ca. 2,2 Milliarden Euro staatliche Einnahmen durch Alkoholsteuern sowie ca. 2,5 Milliarden Euro Mehrwertsteuer gegenüber. Die Alkoholindustrie in Deutschland setzt zwischen 15 und 17 Milliarden Euro um und beschäftigt rund 85.000 Menschen. Das gesellschaftliche Ausmaß des Alkoholismus bei älteren Menschen wurde früher unterschätzt. Aufgrund der gestiegenen Lebenserwartung und der demografischen Entwicklung kann man nicht von einer sich selbst begrenzenden Krankheit ausgehen. Weltweit beträgt die Sterbequote durch Alkohol (inkl. Verkehrsunfällen, Krebs usw.) eins zu 25. In Europa stirbt einer von zehn Menschen vorzeitig an Folgen des Alkoholkonsums.

#### Österreich
Das österreichische Institut Suchtprävention gibt an, dass etwa ein Viertel der Bevölkerung Österreichs abstinent lebt. 18 % trinken in gesundheitsgefährdendem Ausmaß, fünf Prozent der Einwohner über 16 Jahre gelten als chronisch alkoholkrank (insgesamt erkranken zehn Prozent der Bevölkerung). Letztere verbrauchen ein Drittel des in Österreich konsumierten Rein-Alkohols. Das Bundesministerium für Gesundheit spricht hingegen davon, dass 7,5 % der erwachsenen Männer und 2,5 % der erwachsenen Frauen an Alkoholismus erkrankt sind.
In Österreich wird Alkohol vor allem in Form von Bier (2016: 102 Liter pro Kopf und Jahr) und Wein (2016: 28 Liter pro Kopf und Jahr) getrunken.

### Schweiz
In der Schweiz ergab eine Untersuchung aus dem Jahr 2003, dass bereits 80 % der Fünfzehnjährigen regelmäßig Alkohol trinken, wobei die Abgabe von Bier und Wein unter 16 Jahren und die Abgabe von Spirituosen unter 18 Jahren verboten ist. Die Eidgenössische Alkoholverwaltung sendet deshalb regelmäßig Testkäufer aus.
Der Gesamtalkoholkonsum ist seit Jahrzehnten leicht rückläufig, betrug im Jahr 2011 8,5 Liter pro Einwohner. Die Alkoholprävention und -therapie wird zu einem großen Teil aus dem sogenannten Alkoholzehntel, einem Anteil der Alkoholsteuer, finanziert. Von 2006 bis 2011 wurden im Durchschnitt pro Jahr in die Suchtprävention 15,1 Millionen Schweizer Franken (CHF) investiert, in die Therapie 11,4 Millionen Franken.
Nach Informationen der Schweizerischen Fachstelle für Alkohol in Lausanne (SFA) beläuft sich die Zahl der Alkoholkranken in der Schweiz auf ca. 600.000 Personen, was 7,7 % der Gesamtbevölkerung entspricht, weitere 300.000 gelten als gefährdet. Medizinische Behandlungen, Therapien und alkoholbedingte Unfälle verursachen jedes Jahr Kosten von rund 700 Millionen Schweizer Franken. Die Hälfte des verkauften Alkohols wurde von einem Achtel der Bevölkerung getrunken. Siebzehn Prozent der Schweizer leben abstinent (Zahlen für das Jahr 2007).

### Vereinigtes Königreich
Im Vereinigten Königreich wurde die Zahl der „abhängigen Trinker“ für das Jahr 2001 auf über 2,8 Millionen geschätzt.

### Russland
In Russland wird die hohe Sterblichkeit im Monat Januar auch auf den Alkoholkonsum an Silvester, Weihnachten (7. Januar) und die arbeitsfreien Tage zwischen Silvester und Weihnachten zurückgeführt. Zur Bekämpfung des Alkoholismus erließ die russische Regierung ein Verkaufsverbot für alkoholische Getränke zwischen 23 Uhr abends und 8 Uhr morgens. Das Standardwerk zum Alkoholismus in Russland ist A Contemporary History of Alcohol in Russia von Alexandr Nemtsov. Der Alkoholismus in Russland ist seit dem Russischen Überfall auf die Ukraine 2022 stark angestiegen. Laut Schätzungen konsumieren Russinnen und Russen pro Kopf und Jahr zwischen neun und 13 Liter reinen Alkohol.

### Vereinigte Staaten
Ungefähr zwölf Prozent der Erwachsenen in den USA hatten mindestens eine Zeit lang in ihrem Leben Probleme mit Alkoholabhängigkeit. Die Weltgesundheitsorganisation schätzt, dass weltweit ungefähr 140 Millionen Menschen alkoholabhängig sind. In den Vereinigten Staaten und Europa erfüllen 10 bis 20 % der Männer und fünf bis zehn Prozent der Frauen irgendwann in ihrem Leben die Kriterien für Alkoholismus.

## Zusammenhang mit Gebrauch anderer Substanzen
In Längsschnittstudien wurde untersucht, ob die Wahrscheinlichkeit von Alkoholproblemen mit dem früheren Gebrauch von anderen Substanzen in Beziehung steht. Umgekehrt wurde auch untersucht, ob Alkoholkonsum mit einer veränderten Wahrscheinlichkeit für den späteren Gebrauch anderer Substanzen in Beziehung steht.
Eine Untersuchung von 27.461 Personen, die vor ihrem Cannabiskonsum keine Alkoholprobleme hatten, zeigte eine um den Faktor 5 erhöhte Wahrscheinlichkeit, im Zeitraum bis zu einer zweiten Untersuchung nach drei Jahren Alkoholprobleme zu entwickeln (Steigerung um 500 %) im Vergleich zu denen, die kein Cannabis konsumiert hatten. In einer anderen Stichprobe von 2121 Personen, die bereits zum Zeitpunkt der ersten Untersuchung Alkoholprobleme hatten, war die Wahrscheinlichkeit, dass diese auch nach drei Jahren noch fortbestanden, bei Cannabis-Konsumenten um 74 % höher als bei Nicht-Konsumenten.
Eine Untersuchung von ca. 14.500 Schülern der 12. Klasse zeigte, dass diejenigen, die in diesem Alter schon Alkohol konsumierten, später mit höherer Wahrscheinlichkeit rauchten, Cannabis konsumierten und/oder illegale Substanzen konsumierten als diejenigen, die in diesem Alter nichts tranken.